# Racconti delle Mille e una notte

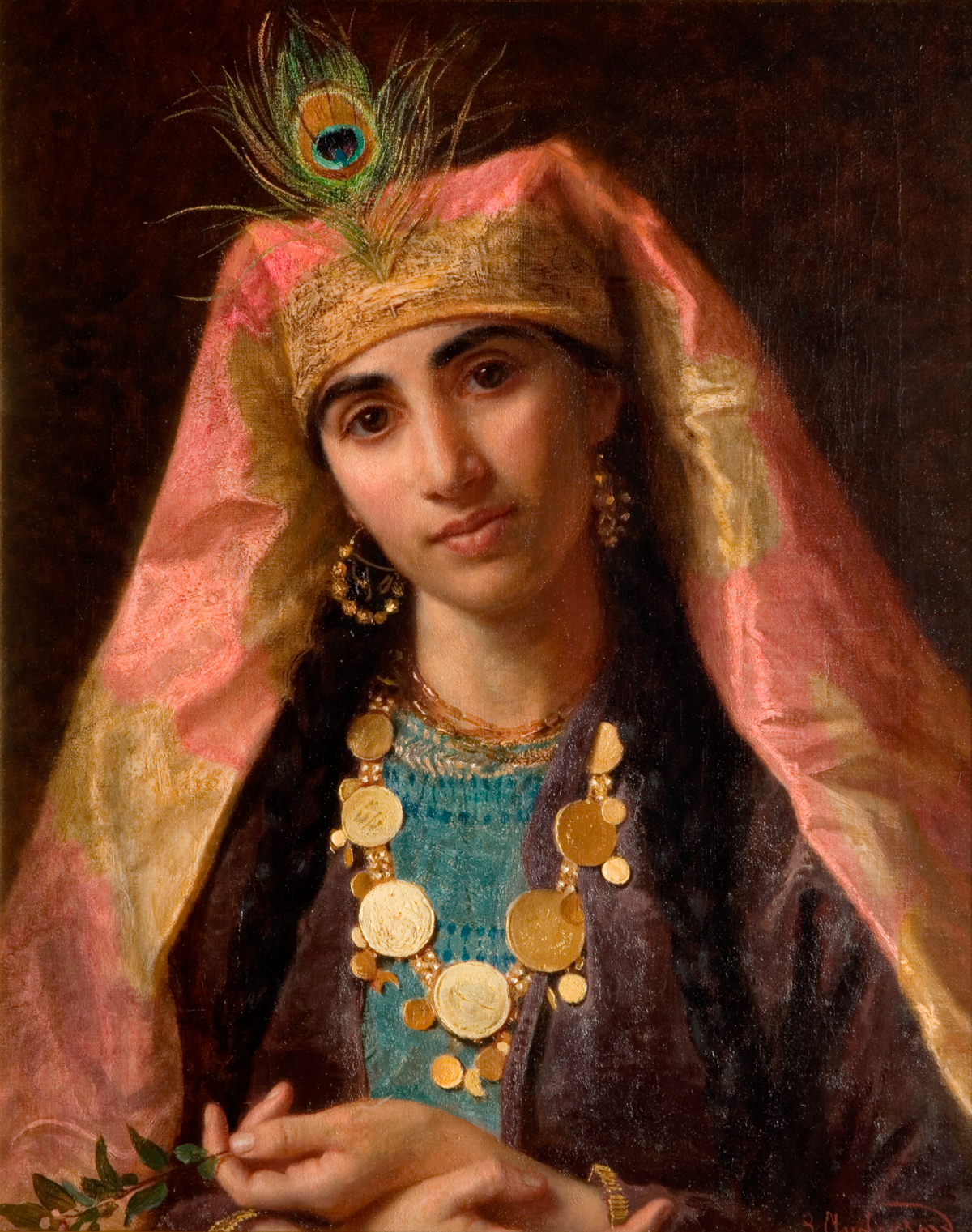
Ritratto immaginario della principessa Shahrazād.

Questa pagina contiene i quadri principali dei racconti de Le mille e una notte.
La narrazione della raccolta procede in blocchi, contenenti altrettante micro-storie, seguendo lo schema delle "scatole cinesi" (cornice narrativa).
Molte edizioni italiane de Le mille e una notte sono basate sulla classica traduzione in francese che Antoine Galland fece dall'arabo agli inizi del Settecento, che per prima fece conoscere in Europa questo capolavoro. La versione curata da Armando Dominicis, inizialmente pubblicata negli anni 1930, che viene rivista e aggiornata, dalla casa editrice Newton Compton Editori è una delle più diffuse in Italia. Essa contiene 22 blocchi narrativi, incluso il prologo, raggruppanti le successive micro-storie.
Alla fine degli anni 1940, Francesco Gabrieli diresse un gruppo di esperti per una traduzione assai accurata dagli originali arabi (da lui personalmente supervisionata) per Giulio Einaudi Editore. Questa edizione, seppur anch'essa tenendo presente Galland come pure quelle della Mondadori e della Rizzoli, ha una "griglia" elaborata in maniera diversa.

## 1 - Storia di Sherazade e Shahriyār

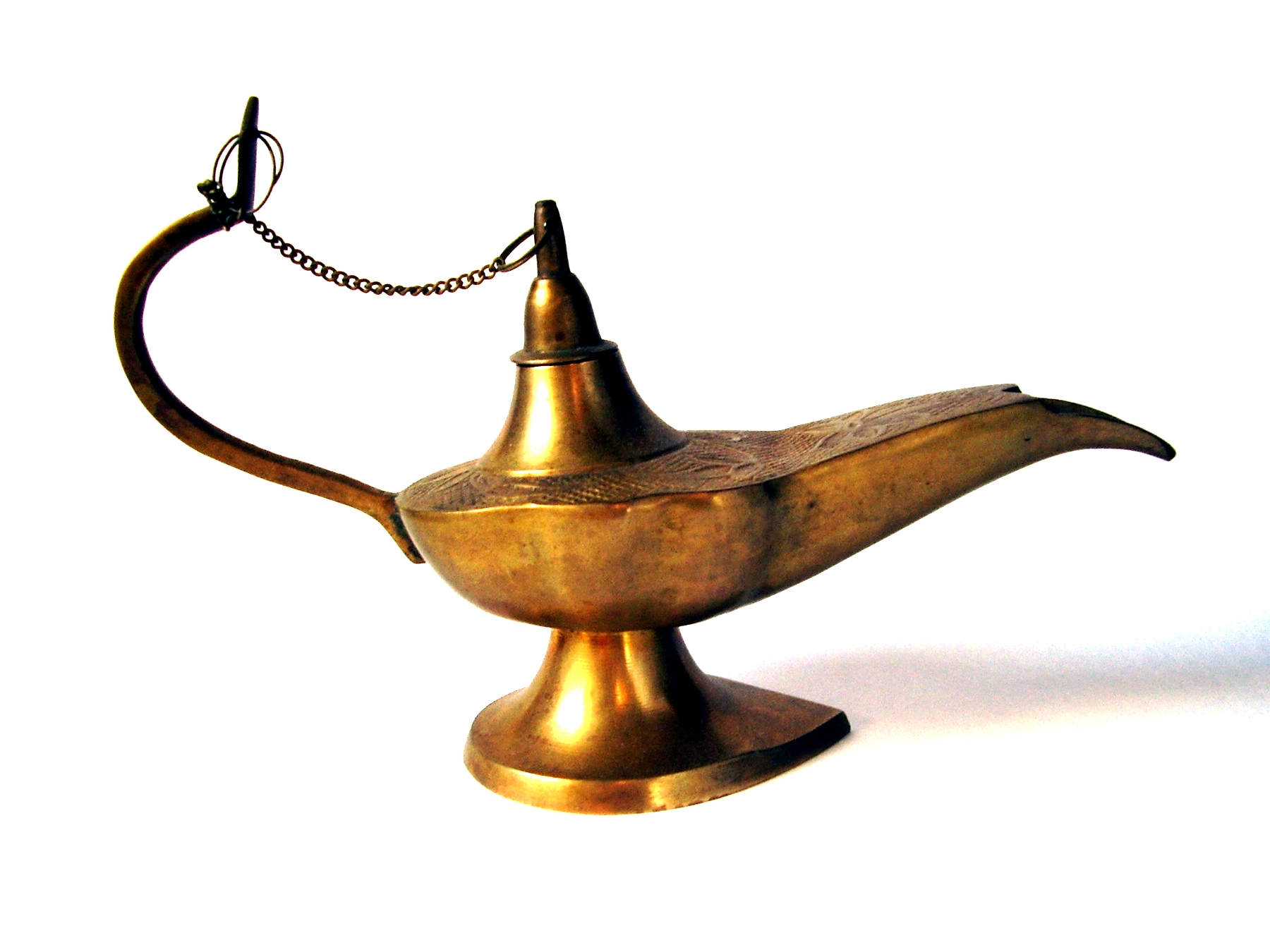
Una lampada ad olio del tipo che frequentemente si accosta graficamente a questa leggenda; quella nell'immagine è una lampada indiana, ed in effetti Galland, nella sua compilazione delle Mille e una notte, si basò anche su testi indo-persiani.

Nella prima storia, che funge da prologo, dopo la morte dell'imperatore eredita il vasto impero il sultano Shahzaman, il quale dona al fratello minore Shahriyār il regno dei Tartari, con capitale Samarcanda. Il sultano ha soltanto una moglie, a differenza dell'harem di concubine, che però lo tradisce con un eunuco. Shahzaman è depresso e rammaricato, e confessa tutto al fratello, sostenendo che lui debba spiare la moglie durante la notte, per appurare se davvero lo tradisca. Shahriyār, di carattere più spietato e stupito dal fatto che il fratello non si vendichi subito, decide di accettare. Shahzaman però muore, e così Shahriyār, prendendone il posto, giunge nel regno dopo un periodo di soggiorno in Tartaria. Scopre che anche sua moglie lo tradisce con gli eunuchi, e cade in grave sconforto, uccidendo la consorte assieme alla schiera di guardie del corpo. Non bastasse, decide anche di vendicarsi dell'adulterio femminile in sé, sposando ogni giorno una ragazza del regno, per poi trucidarla all'alba del dì successivo, dopo una notte d'amore sfrenato.
Varie ragazze soccombono così loro malgrado, e un giorno al sultano tocca la principessa Shahrazād, figlia del visir imperiale. Con sorpresa, però, è Sherazade stessa a volere il matrimonio, in quanto il suo stratagemma, seppur ritenuto dai più folle, potrebbe convincerlo a risparmiarle la vita. Infatti, già prima delle nozze, Sherazade inizia a raccontare una storia al padre, quella del Bue e dell'asino, evitando di finire il racconto all'alba, costringendo così Shahriyār, affascinato dalla vicenda, a rimandare la sua esecuzione per ascoltare la fine.
- Storia del bue e dell'asino: un agricoltore ha un bue e un asino: mentre il primo un giorno, su consiglio dell'asino, si rilassa, il contadino affibbia tutto il lavoro al secondo. A fine giornata l'asino, sfinito dalla fatica e ormai pentito del consiglio dato, fa credere al bue che l'agricoltore voglia macellarlo, in modo tale che il bue riprenda a lavorare e così facendo l'agricoltore riduca il lavoro dell'asino.

Durante la prima notte di nozze, Sherazade fa venire nella stanza la sorella Dunyazad, che prima dell'alba supplica apposta Sherazade di narrarle una storia per farla addormentare. Sherazade inizia così la prima storia, suscitando la curiosità anche dal sultano.

## 2 - Il Mercante e il Genio
Un mercante compie un viaggio, e fermandosi nel deserto, inizia a pranzare, gettando i semi dei datteri nella sabbia. Al ticchettio continuo dei datteri caduti, risponde un jinn malefico, gridando furiosamente contro il mercante. Dice che con i datteri lanciati violentemente lui ha ucciso involontariamente suo figlio, e ora deve pagare il fio. Il mercante lo supplica di aspettare almeno un anno per la morte, anteponendo la scusa che deve compiere i suoi ultimi affari, promettendo che entro un anno esatto tornerà nello stesso luogo d'incontro per perire. Il genio (jinn) acconsente, e dopo un anno il mercante torna, adempiendo alla sua promessa. Trova però tre vecchi: il primo ha una cerva, il secondo due cani e l'ultimo è da solo ed è fortemente depresso. Compare quindi il jinn, pronto a vendicarsi anche dei tre malcapitati, oltreché del mercante. I tre però lo supplicano di ascoltare le loro storie, prima di prendere la decisione di morte; e il jinn acconsente:
- Il primo vecchio narra della trasformazione malefica di suo figlio e della sua concubina in vacca e vitello, per mano della moglie gelosa e sterile. Il vecchio, non sapendo di ciò, addirittura stava per uccidere le bestie, credendole un dono, ma solo all'ultimo, guardando gli animali negli occhi, riconosce i propri familiari. L'uomo chiama dunque una maga per fare una magia purgativa, e la donna chiamata acconsente, a patto che si sposi con il figlio. Dopo il prodigio, la maga si vendica sulla donna sterile e gelosa, tramutandola in cerva.
- Il secondo vecchio è, come il protagonista della storia, un mercante, fratello di altri due venditori spendaccioni, sempre costretto a contrarre debiti per mantenersi. I due ad un tratto cercando di ucciderlo per rubargli i risparmi, dovendo pagare altri debiti, ma sopraggiunge una fata, travestita da concubina, tramutandoli in cani rognosi.
- Il terzo personaggio è un viaggiatore, giunto lì sopra un tappeto volante da Gazna, governata da re Bahman, padre della principessa Scirna. La ragazza era segregata in un palazzo inaccessibile, per via di una profezia nefasta, e l'uomo protagonista aveva tentato di salvarla con un tappeto magico. Nella torre del palazzo i due si innamorano e passano molte notti assieme, finché il padre non lo scopre. Il mercante viaggiatore allora si finge uno spirito di Maometto, e con una profezia improvvisata riesce a catturare la benevolenza del re, che lo venera. Passando varie notti con Scirna, un giorno la città di Gazna entra in guerra con il re rivale Cacem, anche lui innamorato della principessa. Tuttavia l'uomo riesce a vincere la battaglia tirando frecce dal tappeto volante, e a sposare Scirna in un bosco. Lì accende dei piccoli falò per rendere l'atmosfera più romantica, ma il suo tappeto prende fuoco ed è ridotto a un cumulo di cenere. Viene quindi scacciato via dalla folla, che lo aveva creduto uno spirito benevolo, e giunge nel deserto al cospetto del jinn.

Impietosito dalle storie dei presenti, il genio lascia andare via tutti.

## 3 - Il pescatore e il segreto delle Colline Nere

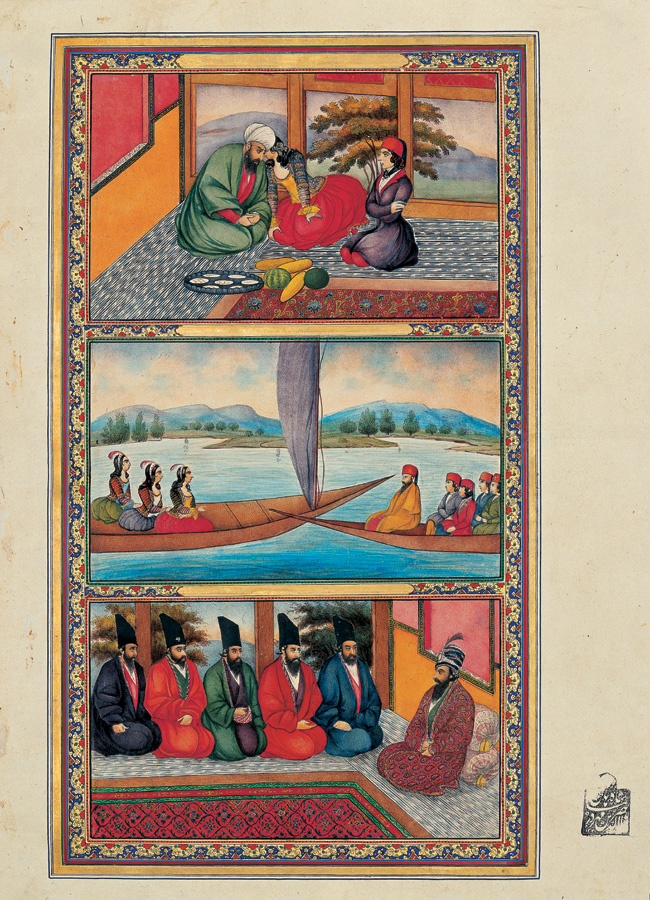
Il viaggio del principe.

Durante una battuta notturna nel mare, un pescatore molto povero pesca un vaso di rame, sul cui coperchio vi è il sigillo di re Salomone; il pescatore, strofinando meglio il coperchio per leggere l'iscrizione, non si accorge che ha destato dal sonno un jinn, furioso e pronto a uccidere il nuovo padrone della lampada, perché anni prima era stato imprigionato nel vaso dal re Salomone, detestando lui dei padroni, ed ora ha voglia di vendicarsi anche di quest'ultimo malcapitato. Il pescatore tenta di discolparsi, senza smuovere però il jinn, che lo invita anzi a scegliere la sua morte con prudenza. Ad un tratto il pescatore pensa bene di ingannarlo, sostenendo il dubbio che sia impossibile per un genio così grande infilarsi in un vasetto così minuscolo. Dimostrando di poterlo fare, il jinn sparisce dentro il contenitore, che però viene chiuso ermeticamente dalla celerità del pescatore; il jinn ordina quindi di farlo subito uscire, benché il pescatore sia disposto a raccontargli una storia.
- Storia di Duban:

Il protagonista della vicenda è un medico persiano, Duban, che va alla corte del re di Grecia, ammalato di lebbra. Con l'aiuto di una polvere magica, Duban fa guarire il sovrano, che lo ricompensa con tanti doni. Un ambasciatore però avverte il re che lui è stato guarito solo perché il medico potesse ammazzarlo in maniera diversa. Il re risponde con una storiella che ha per protagonista Sindibad: costui aveva una moglie amante di un altro uomo, e desiderava tanto uccidere suo figlio, a costo che fosse Sindibad a farlo, con i suoi inganni. Sindibad però aveva un pappagallo parlante, in grado di raccontare tutto ciò che accadeva nella giornata. La moglie crudele provò a raggirare il pappagallo simulando una pioggia, affinché il pappagallo mentisse e risultasse inattendibile. E per questo fu ucciso da Sindibad, che però se ne pentì quando scoprì la verità. Allo stesso modo il re greco non vuole che l'ambasciatore provi a ingannarlo verso il medico persiano.
Il visir però racconta un'altra storia: una guardia del corpo deve sorvegliare l'incolumità del sovrano e del principe suo figlio durante una battuta di caccia. Purtroppo il ragazzo si spinge al di fuori delle possibilità di soccorso della guardia, che così non lo vede più, poiché il ragazzo è stato rapito dagli orchi, benché successivamente riesce a fuggire grazie agli Dei. La guardia del corpo però nel frattempo è uccisa per aver mancato ai suoi doveri.

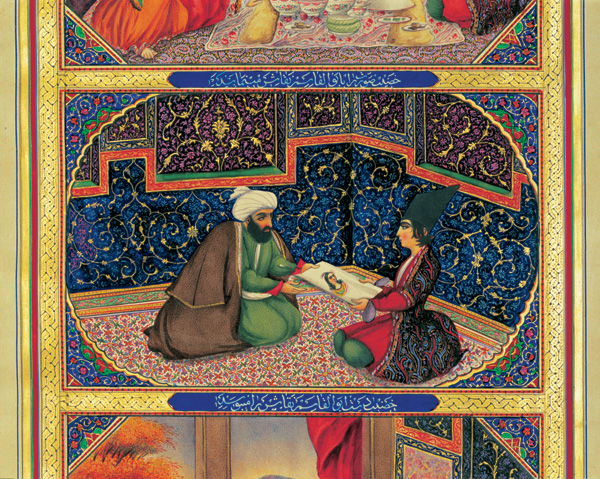
La principessa racconta al sultano le sue favole.

Tornando alla vicenda del medico Duban, il re greco è persuaso dall'ambasciatore a metterlo a morte; Duban lo supplica, chiedendogli di dargli un giorno per regalargli un prezioso libro, in grado di dare la vita dopo la morte. Per convincerlo a credergli, Duban chiede al re di essere decapitato, e che la sua testa sia posta sopra la copertina del volume, ricoperta di stoffa. Così viene fatto, e la stoffa si anima, esortando il sovrano a sfogliare il libro per conoscere il segreto della vita eterna. Sfortunatamente, le pagine sono incollate, e il re, inumidendosi le dita per sfogliarle, beve il veleno contenuto nel volume e muore.
Tornando alla storia del pescatore e del jinn, il genio malefico comprende la morale della favola, e prega ancora il pescatore di essere liberato, con la promessa di farlo arricchire. Il pescatore acconsente e il jinn lo porta in uno stagno, situato tra quattro grandi colli neri, dicendogli di prendere dei pesci, i quali, stando a lui, sono miracolosi e molto buoni, e frutteranno molti quattrini al pescatore, che porta il primo bottino di caccia alla corte del sultano. Il nobile è molto stupito della bontà dei pesci, e chiede informazioni al pescatore, rimanendo però molto deluso dallo schermirsi dell'uomo. Così una notte, in segreto, lo segue nello stagno, e scopre nei pressi un antico castello abbandonato e decide di visitarlo. Con curiosità il sultano si accorge che solo all'esterno il castello è in rovina, mentre all'interno è ancora stupefacente, come dimostra una fontana piena di pietre preziose. Perlustrando la zona, il sultano si accorge della presenza del proprietario, ovvero un giovane prigioniero di un blocco di pietra che lo avvolge dal ventre ai piedi. Il giovane narra di essere vittima del sortilegio della moglie crudele, perché amava un altro uomo, ferito alla gola da lui in un accesso d'ira. L'amante della moglie, ancora vivo, si trova fuori dal castello, in un'altra dimora, ma è terribilmente paralizzato per le ferite inflitte dal giovane principe bloccato nella pietra. Il sultano decide di vendicare il prigioniero, e si reca nella dimora dell'infedele, uccidendo il principe e prendendone il posto, mascherandosi. Quando la moglie strega giunge, lui la esorta a far tornare la felicità nella valle delle Quattro Colline, facendo tornare la vita e quei pesci nello stagno nelle creature umane che lei aveva maledetto: i cristiani, gli ebrei, i persiani e i turchi. La donna, accecata dall'amore, accetta e compie il rito, ma immediatamente è tranciata dalla spada del sovrano, che libera così anche il principe dalla maledizione, adottandolo come figlio, e ricompensando nella sua corte il povero pescatore.

## 4 - Il facchino di Baghdad

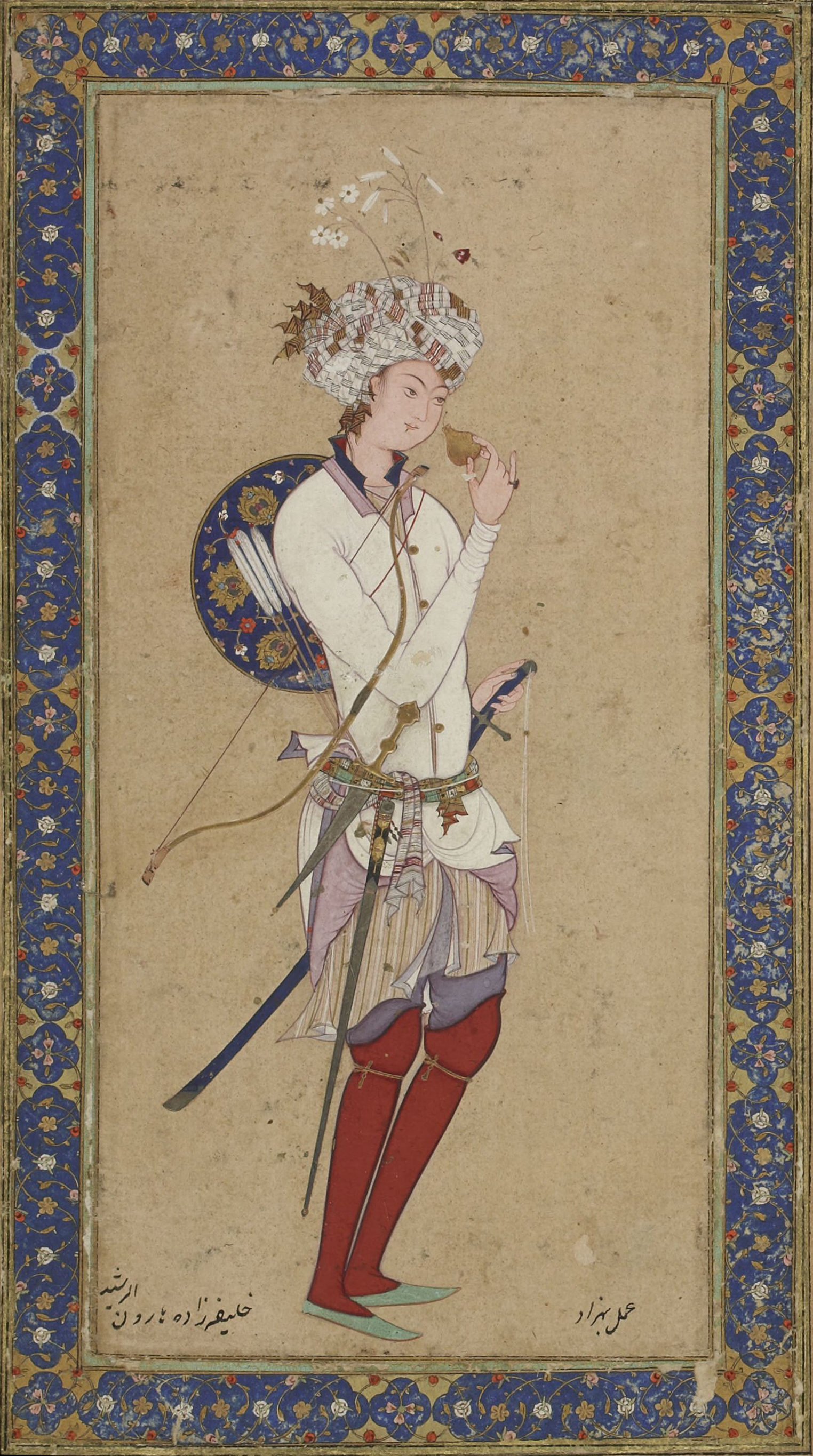
Ritratto del califfo Hārūn al-Rashīd, protagonista di varie storie della raccolta.

Durante il regno del califfo Hārūn al-Rashīd, un facchino proveniente dalla variopinta città di Baghdad incontra una fanciulla misteriosa che lo invita a seguirla nelle sue compere di spezie, droghe e sete pregiate, per poi invitarlo nella sua casa. La porta reca una curiosa iscrizione: Non rivolgeteci domande riguardo affari che non sono vostri, se non vorrete pagarne le conseguenze con azioni che non vi piaceranno!. Nella casa abitano altre tre persone: Sofia, Amina e Zobeida, tutte legate da un particolare destino. Il facchino viene invitato a ristorarsi e di seguito a lasciare la casa, sebbene questi chieda di rimanere ancora un po’ per dilettare le signore. Le tre fanciulle accettano di buon grado e passano l'intera serata a cantare, ballare e a far ubriacare il facchino. In seguito chiedono ospitalità tre monaci, tutti ciechi dall'occhio destro, e poi anche il califfo Hārūn al-Rashīd e il suo seguito: Jafar e Masrur. I nobili signori, spacciandosi per mercanti, si fanno ospitare in casa e continuano con gli altri quattro invitati il banchetto, sempre venendo invitati dalle padrone a rispettare l'epitaffio della porta. Successivamente una delle signore porta in sala due cagne che frusta selvaggiamente per poi ricondurle nella loro stanza e di seguito si mette a suonare un liuto. Anche Zobeida e Amina prendono lo strumento e lo usano a più non posso, finché Amina non crolla a terra svenuta. Nella caduta le si scopre un seno, gravemente mutilato e cicatrizzato, e i commensali chiedono spiegazioni sul "segreto" della casa. Zobeida, alla quale è stata posta la richiesta, s’infuria in quanto gli ospiti non hanno rispettato l'epigramma e chiama dei servi con la sciabola. Il facchino riesce a riscattarsi con una breve e divertente storia, mentre i monaci insistono nel raccontare le loro, assai più intriganti e fiabesche della prima.
- Storia dei Tre Monaci':

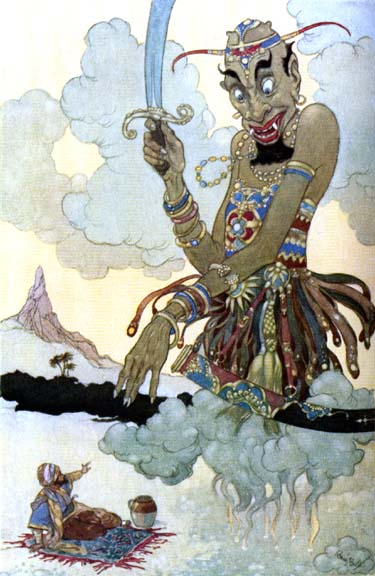
Il demone contro il monaco

Il primo monaco era un nobile, figlio di un califfo, poi deposto da un visir che lo odiava. Il giovane, infatti, lo aveva accidentalmente accecato all'occhio destro con una freccia. Il principe era inoltre molto amico del cugino, il quale possedeva un terribile segreto che non voleva confidare a nessuno. Propose solo al principe di aiutarlo nel farlo entrare in un sepolcro che conduceva ad un'enorme sala sotterranea per consumare i suoi rapporti incestuosi con la sorella. Il principe, come si è detto, non sapeva nulla di ciò e appena tornò a palazzo fu fatto catturare dal visir suo nemico che lo acceca all'occhio destro. Tornato al palazzo dello zio, ormai senza più persone su cui porre fiducia, il principe gli comunica lo strano segreto del cugino riguardo al sepolcro. I due si avventurano di notte nel cimitero e scoprono la sala segreta e un letto dove giacciono i cadaveri congiunti dei due amanti. Il padre del ragazzo, anziché commuoversi, infierisce brutalmente sul cadavere maledicendolo. Qualche giorno dopo fu sconfitto anche l'ultimo califfo dalla potenza del visir e al principe superstite non restò che darsi alla fuga, spacciandosi per monaco. Giungendo di notte a Baghdad, egli incontrò gli altri due monaci orbi all'occhio destro e il trio bussò alla porta delle tre signore.
Il secondo monaco, lui pure figlio di un nobile, fu privato di tutti i suoi beni durante un viaggio per l'India. Giunto in una città sconosciuta, molto ostile al governo del sultano suo padre, il principe, sebbene molto erudito e bravissimo nella scrittura, fu costretto a lavorare come taglialegna. Un giorno scoprì una botola che portava ad una sala segreta e sontuosa nella quale una principessa stupenda era tenuta prigioniera da un genio crudele. Il giovane passò con lei quattro giorni felicissimi, dato che il quinto se ne sarebbe dovuto andare perché giungeva come ogni settimana il genio, ma proprio la sera del quarto i due si ubriacarono troppo perdendo il senno, tanto il principe ruppe con un calcio il talismano che evocava il genio e poi scappò, lasciando la donna in preda al mostro che la percuote a sangue. Incapace di darsi pace, anche perché aveva lasciato nella stanza le pantofole e la scure da taglialegna, il principe, mentre era impegnato nei suoi affari, fu raggiunto dal genio che lo condusse volando dentro la stanza, ove giaceva in fin di vita la principessa. Il genio, per testare se i due fossero veramente amanti, offrì a entrambi la possibilità di uccidere l'altro con la scure, ma gli innamorati si rifiutarono disgustati, come prova del loro amore, al che il genio fece a pezzi la principessa, per iniziare a vendicarsi anche sul principe. Quest'ultimo, cercando di commuoverlo, gli raccontò una breve storia.
Tanto tempo fa in una città vivevano due persone, ma il primo odiava l'altro perché invidioso delle sue opere. L'invidiato col tempo divenne ricco e famoso e l'invidioso tentò così di ucciderlo scaraventandolo in un pozzo, ma questi si salvò grazie all'aiuto di una fata che gli comunicò come entrare nelle grazie di un sultano che stava portando nel monastero, dove l'invidiato risiedeva, la figlia posseduta da un genio. Il monaco, uscendo dalla fossa, guarì la principessa dal male e se la sposò, diventando così successore del califfo. Un giorno, il califfo decise di convocare l'invidioso e gli donò soldi e stoffe, perdonandolo del torto subito e facendogli promettere che non lo avrebbe assillato più.
Ma il genio non si commosse a questa storia e tramutò invece in scimmia il principe e lo abbandonò nel deserto. Scorta una nave di pescatori, la scimmia si avvicinò al capitano, dandogli dimostrazione delle sue abilità ed entrando in simpatia con lui. Sbarcati in una città ricca e fiorente, il capitano venne a sapere che lo scriba del sultano attuale era morto e che si stava trovando un successore; la scimmia, essendo erudita, prese un foglio e cominciò a scrivere dei versi, garantendosi il posto sicuro a corte del sultano. Il nobile, rendendosi conto delle capacità intellettive della scimmia, quasi paragonabili a quelle umane, decise di convocare anche la figlia per farla assistere a quello spettacolo. La ragazza, essendo una maga, appena vede la bestia subito si accorse che la scimmia era un umano vittima di un sortilegio e così invocò il genio malvagio con cui ingaggia una furiosa lotta.

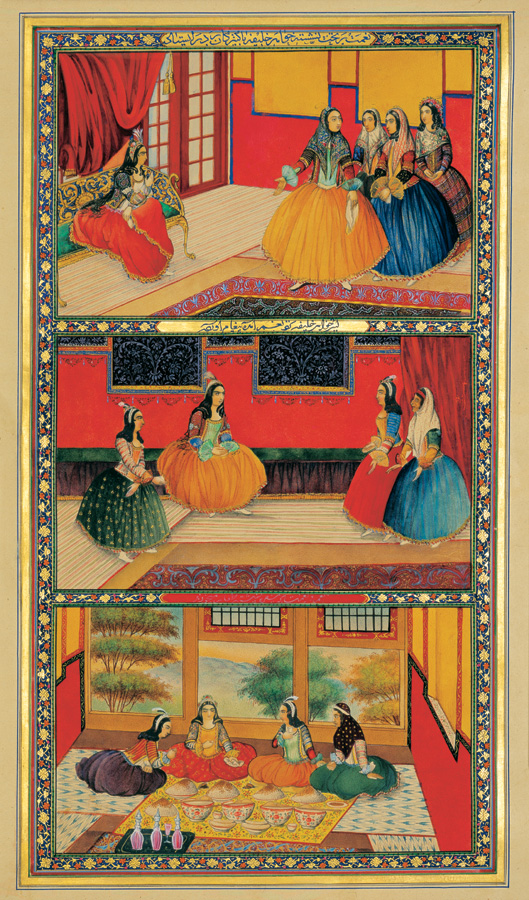
Storia delle sorelle Zobeida, Amina e Sofia

I due duellanti si tramutarono in varie bestie ed oggetti, finché il demone non perì sotto i poteri della maga, non prima di tramutarsi in fuoco e sputare, come tale, delle fiamme contro la maga, riuscendo solo ad incendiare un servo e ad accecare la scimmia all'occhio destro. Morto il demone, la principessa ritramutò in umano la scimmia, ma compiendo questo sacrificio prese fuoco e morì. Il sultano, tremendamente addolorato per la perdita, cacciò via il principe cieco che, radendosi la barba e i capelli, si fece monaco, giunse a Baghdad e incontrò gli altri due.
Agìb è il terzo monaco, figlio del sultano Cassìb. Questi, volendo fare un lungo viaggio per conoscere i suoi possedimenti presso le piccole isole confinanti dell'India, giunse nelle vicinanze di un grande scoglio magnetico chiamato Montagna Nera. La pietra risucchiò a sé tutti i chiodi della nave, facendola naufragare e facendo salvare solo Agìb che fu preso in custodia da un vecchio. Questi gli rivelò come salvarsi da quel posto, distruggendo un cavaliere di bronzo e attendendo l'arrivo di una nave che lo avrebbe condotto nella sua terra; durante la traversata però non avrebbe dovuto rivolgersi a Dio. Il principe obbedì e compì tutto ciò che gli era stato assegnato, tranne ringraziare Dio verso il termine della navigazione. Trovatosi improvvisamente in una landa sconosciuta, Agìb notò una processione condotta da un vecchio, che scavò una fossa sotterranea e vi depose all'interno un ragazzo di 15 anni, trattasi del figlio del sultano attuale, colto da una terribile maledizione, secondo la quale sarebbe stato ucciso poco tempo dopo la caduta dallo scoglio del cavaliere di bronzo, motivo per cui veniva confinato in un palazzo sontuoso sotto terra. Agìb, curioso di scoprire chi fosse il giovane, entrò nel palazzo dove strinse una forte amicizia con il ragazzo che gli confidò la spaventosa profezia.
Agìb, non rivelandosi, promise che lo avrebbe protetto, ma un giorno, mentre gli consegnava il coltello del pane, inciampò accidentalmente e lo pugnalò al cuore. Sconvolto dall'azione orrenda, Agìb abbandonò l'isola e giunse nella sua terra indiana dove il sultano, padre del ragazzo, piangeva la sua morte assieme ad altri dieci giovani ciechi tutti dall'occhio destro. Il principe si unì al loro pianto, tacendo del segreto, e un giorno, sebbene avvertito di non farlo, chiese il motivo di una loro strana usanza di compiangere i morti e pentirsi delle disgrazie. Questi mandarono Agìb su un'altura dove si ergeva un bellissimo castello d’oro e di marmo pieno di pietre preziose ove risiedono quaranta fanciulle stupende e profumate, tutte proprietarie del castello e delle sue centro porte segrete, in particolare quella d’oro, ed accolsero Agìb trattandolo con molta cura e molto amore. Passato un anno in compagnia delle fanciulle, Agìb venne informato da loro di doversi immediatamente allontanare dal podere per tornare nel loro castello governato da sultano loro padre, solo per quaranta giorni. Al principe fu affidata la custodia del castello incantato e delle porte, tranne la centesima d’oro, sebbene avesse la chiave, altrimenti non avrebbe più rivisto le fanciulle. Agìb obbedì e scoprì i segreti stupendi di tutte le novantanove porte: giardini, frutteti e gabbie di animali esotici di ogni specie, dalle tigri ai pavoni variopinti; ma un giorno la curiosità fu troppa per lui e così Agìb aprì anche la porta d’oro, dalla quale uscì fuori un magnifico cavallo nero che, appena montato, si erse in volo per tutta la zona, fermandosi poi sul palazzo dei dieci giovani piangenti, accecando all'occhio destro Agìb con la coda. Venendo scacciato così dai ragazzi e dal vecchio, il principe si fece monaco e giunse a Baghdad, e incontrò gli altri monaci.
Zobeida, Amina e Sofia, impietosite, permettono ai sette di lasciare sani e salvi la loro casa. Il giorno dopo, il sultano decide di convocare le tre donne al suo palazzo, scortate da Jafàr, e di ascoltare anche le storie del loro passato.
- Storie di Zobeida e di Amina:

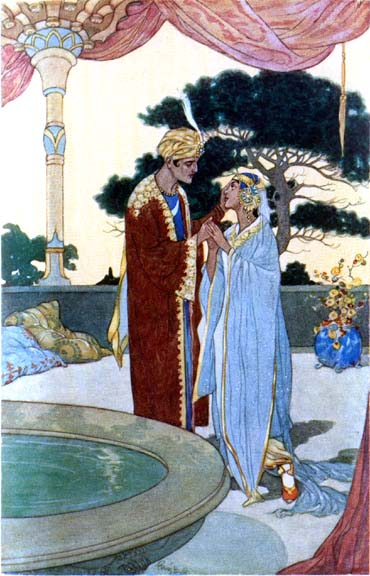
La prima fata e il suo innamorato

Sofia, Amina e Zobeida sono figlie di un uomo che, dalla seconda moglie, ha avuto altre figlie (le cagne).
Nel racconto di Zobeida le due sorelle ultimogenite erano state entrambe ripudiate dai rispettivi mariti, e decisero di fare fortuna in India insieme alla prima. Giunte a una città all'apparenza fiorente, Zobeida, scesa per prima, non aspettò le altre sorelle e si avventurò da sola, ma vide che ogni persona che incontrava era pietrificata, compresi il re e la regina. Fu però incuriosita dal palazzo regale in cui era entrata, stupendo e ricco di varie pietre preziose. Quella notte, prima di uscire dal palazzo, Zobeida, scoprì un giovane principe seduto vicino ad una nicchia intento a leggere il Corano e decise di chiedergli il perché di tanta solitudine in quella città. Il principe si presentò come l'unico sopravvissuto all'ira di Allah, dato che suo padre aveva promosso la venerazione di un falso dio padrone del fuoco, convertendo l'intera popolazione nonostante i numerosi richiami dell'unico dio esistente nell'Universo. I due passarono un'interna nottata a conversare e infine si innamorarono. Il giorno seguente, decisero di sposarsi, ma prima Zobeida, possedendo un intero magazzino di mercanzie, doveva ritornare a Baghdad per sistemare alcune faccende. Le sorelle, invidiose dei loro matrimoni non riusciti, gettarono in mare di notte sorella e principe. Zobeida, unica superstite, raggiunse un'isola sulla quale vivevano due serpenti enormi. Il secondo, più grosso, mordeva in continuazione la coda del primo e così Zobeida, afflitta da tanta crudeltà, scacciò il più grande con una pietra. Riconoscente, il serpente più piccolo si tramutò in fata, riportando a Baghdad Zobeida e affidandole due cagne, sue sorelle, facendole promettere che le avrebbe frustate ogni sera per non fare la loro stessa fine.
Amina ebbe un destino forse meno crudele, ma ugualmente spietato. Essendo una delle donne più ricche di Baghdad, le venne presentata una richiesta di matrimonio con uno sconosciuto all'apparenza di umili origini: ottenne di sposarla e questi le fece promettere di non parlare mai più con altri uomini. Ma, nonostante la promessa di Amina, un giorno, al mercato, fu avvicinata da un venditore di stoffe pregiate che le propose la sua migliore seta per un bacio sulla guancia. Sfortunatamente il mercante, essendo un uomo rude e crudele, la ferì alla guancia e fuggì via, lasciandola sconvolta a terra e sanguinante. Tornata a casa, il marito si accorse dell'incidente e le chiede l'accaduto, ma al diniego di Amina l'uomo minacciò di ucciderla, venendo trattenuto dalle suppliche della serva; risoluto, però, l'uomo prese una frusta e scarnificò il seno di Amina, abbandonandola al suo destino per strada.
Il califfo Hārūn al-Rashīd, addolorato per il destino delle due donne, invoca la fata amica di Zobeida, supplicandola di cambiare il destino delle due infelici; questa acconsente ritrasformando in umane le due cagne e sposando loro e Sofia ai tre monaci, guarendo il seno di Amina e facendola ricongiungere con il suo sposo, che si rivelerà essere il figlio del califfo, ed infine lui per ultimo sposando Zobeida.

## 5 - Sinbàd il Marinaio e i suoi viaggi

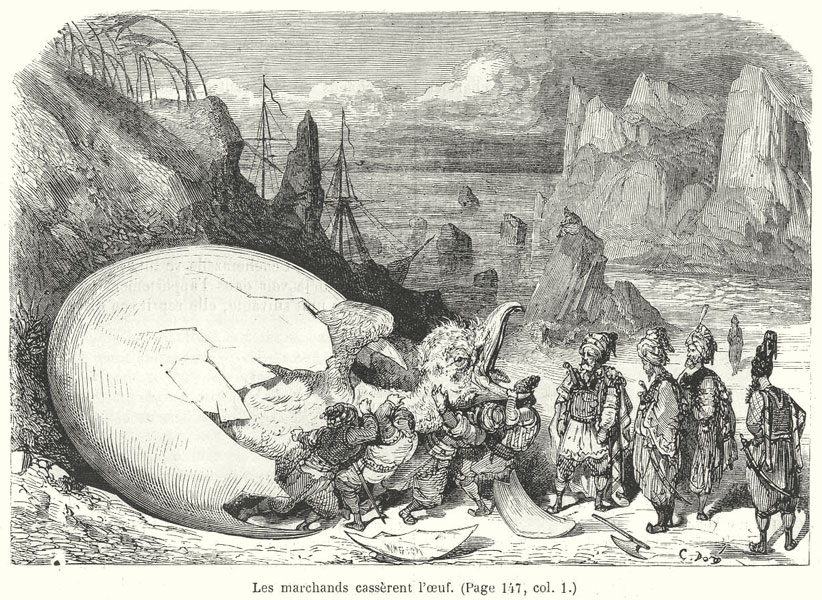
Il quinto viaggio di Sinbad: l'uovo del Roc.

Alla fine della cinquecentotrentaseiesima notte, Sharāzād narra l'ambientazione dei racconti di Sindbad il marinaio (o Sindibàd): ai tempi di Hārūn al-Rashīd, califfo di Baghdad, un nullatenente facchino (un uomo che trasporta dei beni per conto altrui al mercato e in città) si ferma su una panca a riposare fuori del cancello della villa di un ricco mercante e si lamenta con Allah dell'ingiustizia del mondo, dove i ricchi vivono tra gli agi mentre egli deve lavorare duramente e nonostante ciò rimanere povero. Il padrone della casa ode le lamentele del facchino e lo manda a chiamare. Si scopre, inaspettatamente, che entrambi si chiamano Sinbad; quello ricco riferisce a quello povero che egli divenne ricco grazie alla fortuna e al favore del destino, nel corso di sette meravigliosi viaggi, che inizia così a narrare.
Nel primo viaggio, Sinbad con la sua nave giunge su un'isola, in realtà un grosso pesce mostruoso che distrugge l'intero equipaggio, risparmiando però il capitano. Sinbad si salverà grazie alla benevolenza del re di un'isola lì vicino. Nel secondo viaggio l'eroe sbarca su un'isola dominata da serpenti e avvoltoi giganti sul quale suolo spuntano una miriade di diamanti grossi come noci di cocco. Fattosi portare su un nido, ne ruberà decine per riportarli a Baghdad. Nel terzo, Sinbad, catturato da un orco da un occhio solo (molto simile al Polifemo dell'"Odissea") e riuscito a scappare accecandolo con un tronco infiammato, viene sorpreso dall'arrivo di un serpente gigante, e riesce a salvarsi solo costruendosi intorno una grande gabbia impenetrabile e venendo poi recuperato dall'equipaggio di una nave di passaggio. Nel quarto viaggio, Sinbad approda dalla Persia su una terra abitata da cannibali, i quali lo catturano assieme ai compagni per farlo ingrassare affinché fosse ben panciuto per essere cotto e mangiato, ma questi fa di tutto per restare magro e così riesce a fuggire. Successivamente l'eroe giunge su un'isola governata da un re il quale fa calare in una tomba sia il defunto che la persona ancora in vita di una coppia sposata. Sinbad viene calato assieme al corpo della moglie sposata, morta per malattia, e si salva solo uccidendo nella fossa le persone calate ancora vive con i morti, alle quali era stato dato da bere e da mangiare per sette giorni. Nel quinto viaggio, il mercante approda su un'isola abitata da uccelli giganti rapaci. I compagni distruggono un uovo di enormi dimensioni e ne mangiano il contenuto, causando le ire dei genitori che li sterminano tutti. Rimasto solo, Sinbad approda su un'altra terra dove vive un vecchio che, essendo in realtà fortissimo, lo costringe a divenire suo schiavo. Sinbad si salverà facendolo ubriacare per ucciderlo e poi baratterà le noci di cocco locali con delle spezie per tornare a Baghdad. Nel sesto, Sinbad si schianta su una montagna composta da vari minerali quali rubino, zeffiro, cristallo e topazio e, navigando, scaverà delle incisioni per rubare un po' di quel materiale per scambiarlo a Baghdad; nel settimo e ultimo approda in un'isola per ordine del califfo dove abbondano gli elefanti. Uccidendo molti di questi animali, Sinbad ruberà le zanne d'avorio dalle carcasse e li commercerà a Baghdad diventando ricchissimo.

## 6 -  Storia delle 3 mele

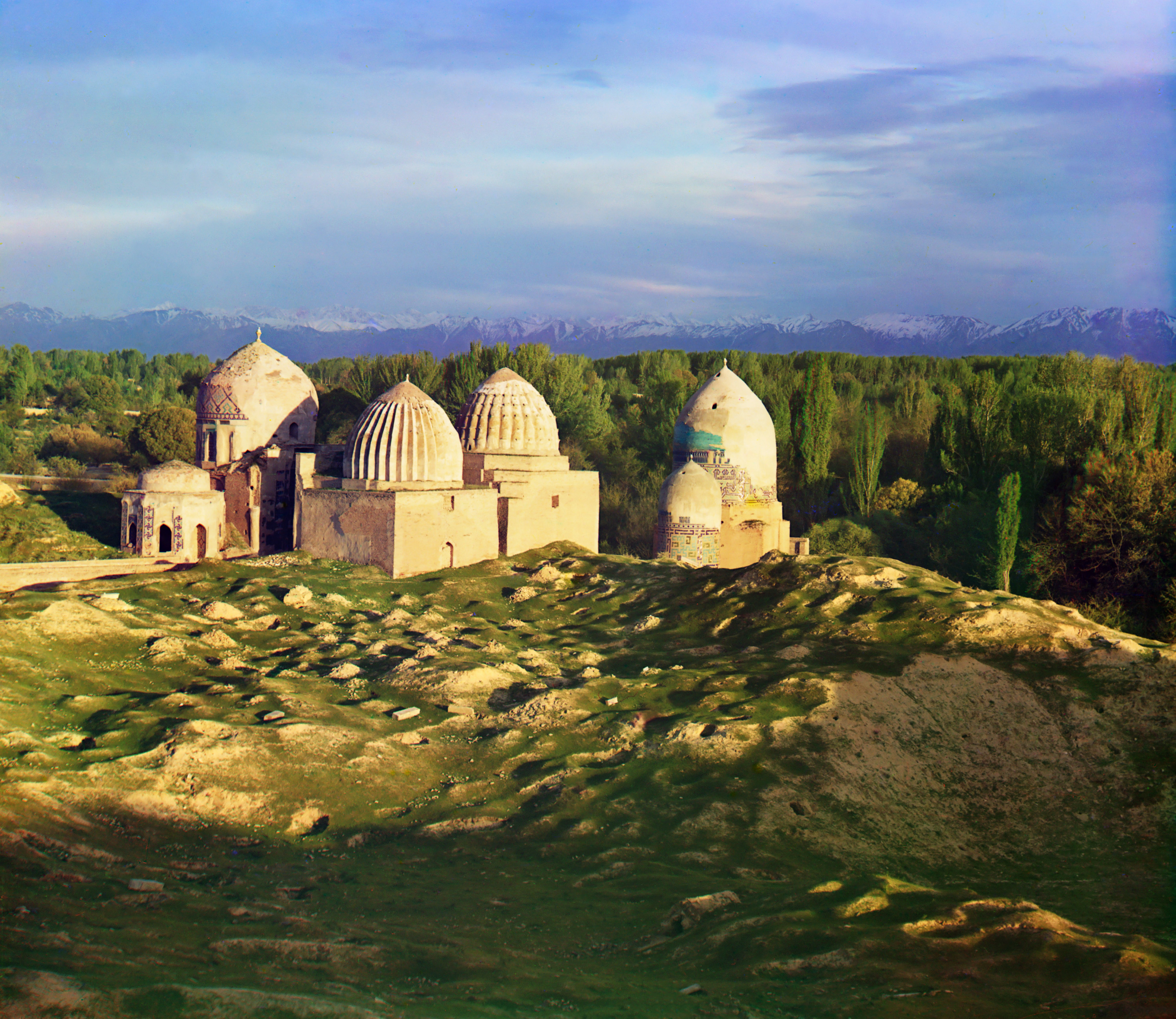
Moschee di Samarcanda.

Hārūn al-Rashīd, volendo sapere se la situazione della sua città fosse delle migliori, chiede a un pescatore di rendergli il suo guadagno giornaliero, pagandolo. L'uomo gli consegna un baule che però contiene il corpo di una donna e così il califfo manda Jafàr a indagare e trovare il colpevole. Jafàr fallisce nell'impresa e si prepara a essere impiccato, ma giungono due uomini, suocero e genero, che si accusano di essere gli uccisori della donna. Al cospetto del califfo, il genero racconta di aver ucciso la moglie a causa di tre mele, delle quali una presa dal figlio e rubatagli da uno schiavo. L'uomo, vedendo lo schiavo e facendosi dire che gliel'aveva data una donna in cambio di un fugace rapporto sessuale, decapitò la donna, per poi pentirsene dopo il racconto del figlio. Il califfo decreta allora che il colpevole non è altri che lo schiavo imbroglione, e incarica nuovamente Jafàr di scovare l'uomo nei meandri di Baghdad; ma l'impresa risulta impossibile, e viene risolta solo quando la figlioccia gli rivela che l'assassino è un servo di casa loro. Jafàr conduce a corte lo schiavo e fa un patto con il califfo Hārūn al-Rashīd, il quale lo risparmierà se riesce a dilettarlo con una piacevole storia.
I protagonisti sono Nur ed-Din e Mohammed Shams ed-Din, entrambi fratelli divisi da un accecante odio: i due, servendo devotamente il sultano d’Egitto, avevano infatti litigato riguardo al fittizio matrimonio futuro tra i loro figli per la dote. 
Costretto a vagare nel deserto, Nur ed-Din viene accolto dal visir del califfo di Bassora che lo nomina suo successore, dopo che si è sposato con la figlia del ministro e ha avuto un bambino di nome Hasan Badr ed-Din. Ma un giorno Nur ed-Din si ammala gravemente e fa testamento, annotando tutto il suo viaggio su un quaderno che dona al figlio Hasan. Morto Nur ed-Din, Hasan passa ben due mesi a compiangere il padre, causando così le ire del califfo, che ordina di ucciderlo dato che non si occupava più degli affari di Stato. Hasan fugge nel cimitero per piangere ancora sulla tomba del padre, per poi addormentarsi. Durante la notte giungono un genio e una fata, i quali, vedendo la bellezza stupefacente del giovane, decidono di farlo sposare con la figlia di Shams ed-Din, divenuto primo ministro del sultano. Tra l'altro, il sultano, offeso da Shams, che non voleva farlo sposare con la figlia prestando fede al patto fatto con il fratello Nur ed-Din quando erano ancora in buoni rapporti, aveva ordinato che la principessa si sposasse con il più brutto e gobbo degli schiavi. Hasan ed-Din viene sollevato e portato nella città de Il Cairo, dove stanno per celebrarsi le nozze. Grazie alla sua bellezza e ad un'astuzia del genio, Hasan riesce a conquistarsi tutte le simpatie della corte nuziale e perfino le attenzioni della sposa. Il gobbo viene allontanato dal genio e così Hasan può trascorrere una piacevole notte d’amore con la principessa, dichiarandole di essere il suo vero sposo in quanto la presenza del gobbo era solo uno scherzo. La principessa se ne rallegra, ma di notte il genio solleva nuovamente Hasan Badr ed-Din per portarlo ancora dormiente di fronte alla moschea di Damasco. Il giovane, pur confuso, viene subito accudito da un pasticcere che lo istruisce nel suo mestiere. Intanto al Cairo la sposa Dama di Bellezza non trova più Hasan Badr ed-Din e chiede sua notizie al padre che rimane sconvolto e adirato con lei per aver ripudiato il gobbo, ancora sconvolto dal sortilegio che gli aveva scagliato il genio il giorno prima. Il visir Shams, trovando il turbante dello sposo, scorge il quaderno datogli da Nur ed-Din in punto di morte e riconosce in lui suo nipote.

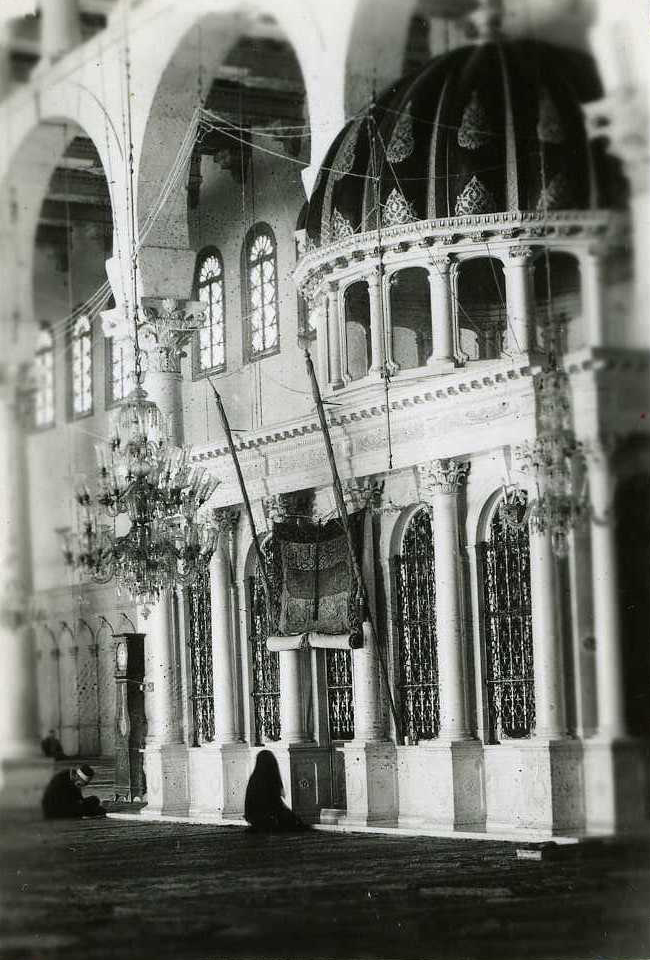
La moschea degli Omayyadi.

Dalla relazione tra il nipote e la figlia era nato un ragazzino di nome Agìb. Giunto a 10 anni, Agìb viene mandato a scuola, ma la mancanza del padre lo fa diventare aggressivo e crudele coi compagni che, consigliati dal maestro, lo umiliano in quanto non conosce l'esistenza del vero padre (fino a quel momento, infatti, Shams ed-Din si era finto suo genitore). Ora il problema è trovare Hasan, che nel frattempo è diventato un abile pasticcere amato dal popolo di Damasco. Deciso a ritrovare il nipote, Shams ed-Din parte con figlia e nipote, giungendo a Damasco. Deciso Agìb a visitare la città con l'eunuco, incontra il pasticcere Hasan ed-Din, il quale, pur non avendo mai conosciuto il figlio, nutre forti sentimenti d’amore paterno nei suoi confronti. a Agìb, sebbene in buoni rapporti col pasticcere, rimane confuso dalle sue smancerie e fugge.
Continuando le ricerche, la brigata giunge a Bassora, dove la sposa di Nur ed-Din, riconoscendo Shams ed-Din e il nipote Agìb, si scioglie in calde lacrime e si unisce a loro per tornare al Cairo. Passando di nuovo per Damasco, Agìb vuole passare attraverso Porta Paradiso per giungere alla moschea e incontra di nuovo il pasticcere che fino a quel momento non ha nemmeno pensato di nutrire qualche risentimento nei suoi confronti. Agìb mangia ancora alcune delle focacce di Hasan ed-Din assieme al servo e poi ritorna alla tenda del nonno. Parlando il giovane a Shams della squisitezza delle tortine, la vedova di Nur ed-Din rimane sconvolta dichiarando che solo suo figlio era in grado di preparare le focacce migliori dell'intera zona. Per essere sicura, la donna si portare anche una delle pizzette di Hasan e appena le assaggia ne rimane sconvolta: quelle erano opera di suo figlio! Deciso a riprenderselo, Shams ed-Din, per fargli uno scherzo, lo fa catturare con l'accusa di aver venduto una focaccia malcotta e senza pepe e lo fa scortare prigioniero fino al Cairo dove si prepara l'esecuzione. Ma Shams ed-Din, atteso pazientemente che Hasan si addormentasse, lo fa collocare sul letto proprio nella stessa posizione assieme a Dama di Bellezza come dieci anni prima. Hasan ed-Dinsi risveglia confuso e crede che tutto sia stato un sogno, incitato anche dalle menzogne studiate della sposa che lo invita a coricarsi e a godere l'amore. Ma il principe non si lascia convincere, e il giorno dopo, appena vede Shams ed-Din, lo ingiuria ritenendolo responsabile delle sue sciagure. Ridendo, il visir gli racconta tutte le sue avventure e le disgrazie che è stato costretto a subire a causa delle burle di un genio, come gli aveva riferito il gobbo, e lo abbraccia come nipote e successore. Hasan ed-Din scoppia quindi in un pianto liberatorio ed abbraccia tutta la sua famiglia finalmente riunita.
Terminata la storia, Jafàr ottiene la liberazione del suo schiavo e torna a casa.

## 7 - Storia del gobbo e dei condannati
Nel regno di Tartaria un giullare gobbo viene invitato da un sarto a mangiare e bere per far divertire la moglie. Per disgrazia lo storpio rimane strozzato con una lisca di pesce e così il sarto lo porta nella casa di un dottore, facendogli credere che sia in fin di vita. Il dottore, vedendo il cadavere, si spaventa molto e per non avere guai lo cala nel camino del vicino: un sovrintendente del sultano locale. Il musulmano, vedendo il corpo in piedi sotto il camino, crede che sia un ladro e lo malmena, ma poi scopre che è morto e lo getta in strada; sul suo corpo inciampa un mercante cristiano ubriaco. Alla fine della notte tutti e quattro i malfattori vengono catturati e portati a corte del sultano, dato che il gobbo era il suo buffone. L'ordine che dà il sultano è l'esecuzioni di tutti i colpevoli mediante l'impiccagione; ma il mercante cristiano, uno dei condannati, lo prega di ascoltare la sua storia; e così avverrà per tutti i condannati.

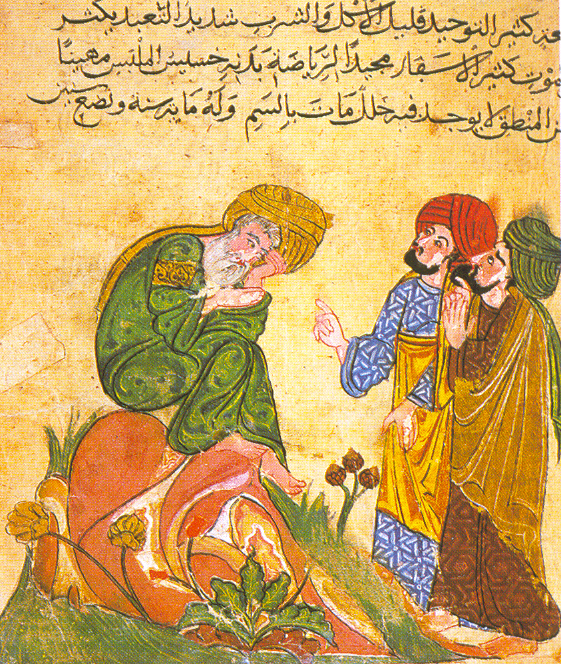
I sette fratelli.

Il mercante racconta di aver incontrato un altro nobile e giovane mercante il quale lo accompagnò in alcuni affari vendendo legumi. Al momento di dividersi il guadagno, il mercante lascia l'amico straniero coi soldi e parte per svolgere altri affari, raccomandando l'amico di tenere pronti i soldi da dargli quando sarebbe tornato. L'uomo giunge a Baghdad dopo un anno e con la mano destra mozzata; il cristiano si accorge solo durante il banchetto dell'incidente e gli chiede di raccontargli i suoi viaggi.
Il mercante racconta che trovandosi in una città per i suoi affari incontrò una bella dama alla quale volle regalare una preziosissima stoffa. La donna misteriosa per ringraziarlo lo invitò a casa sua e dal loro incontro nacque l'amore. Tuttavia il mercante nel comprare vari doni per la ragazza, sperperò tutti i suoi averi e così fu costretto a rubare. Non essendo esperto e scaltro nel mestiere, si fece subito scoprire dal cavaliere derubato che ordinò di tagliargli la mano destra. Così avvenne e il mercante fu subito soccorso dalla sua amata alla quale nascose in un primo momento il segreto terribile. Tuttavia la donna lo venne a sapere e capì il truce atto commesso dall'amato per farle solo del bene e così gli donò una piccola somma di denaro affinché il mercante riuscisse a tornare a Baghdad, per poi morire di dolore.
Il secondo a parlare è il sovrintendente del sultano il quale narra di essersi trovato la sera scorsa a un banchetto e di aver assistito a un fatto molto strano. Un invitato non voleva mangiare una zuppa d’aglio ma fu costretto a compiere l'atto. Tuttavia questi fece promettere ai commensali che si sarebbe purificato nel migliore dei modi dopo aver mangiato la zuppa, mostrando loro inoltre di essere privo del pollice sia nelle mani che nei piedi. Concluso il rito di purificazione, il personaggio inizia a raccontare la sua storia.
Egli era un nobile mercante oriundo di Baghdad, giunto in città per affari e un giorno s’innamorò della prima cliente venuta nella sua bottega. Era bellissima, favorita della regina Zobeida, moglie del califfo Hārūn al-Rashīd. Questa, sebbene all'inizio non lo facesse accorgere, s’innamora subito del mercante e gli propone un giorno di farlo entrare di nascosto a palazzo affinché potesse essere sottoposto al giudizio della regina. Egli accettò e, chiuso in un baule, fu trasportato dentro la reggia, eludendo i controlli delle guardie. Prostratosi davanti a Zobeida, questa riconosce nel mercante un grande e nobile uomo e così acconsente alle nozze che si celebrano in un clima di grande gioia. Tuttavia il mercante, mangiando una zuppa d’aglio, si sporca le mani e non se le lava. Ciò fa molto adirare la principessa sua sposa che lo ingiuria e minaccia di punirlo severamente per non essere stato educato e civile nel lavarsi le mani. Il mercante, confuso, cerca di rimediare promettendo alla principessa che ogni qualvolta mangiasse quell'intingolo, egli si sarebbe purificato per ben 120 volte le mani. La sposa accetta, tuttavia gli fa tagliare i pollici delle mani e dei piedi per dargli la giusta punizione.
Finita la storia, è la volta del dottore che si prostra ai piedi del sultano, chiedendogli di ascoltare la sua storia.
Egli, avendo curato nella sua vita moltissimi pazienti, un giorno gli capitò uno in particolare che aveva la mano destra mozzata, sebbene all'inizio non lo avesse mostrato. Guarito dal suo male, il giovane che si rivela essere un commerciante pieno di poderi, racconta al medico la sua storia.
Sin da piccolo questo ragazzo aveva desiderato di viaggiare in Egitto, terra splendida dei faraoni cantata e celebrata dai mercanti e dai poeti; sebbene il padre iperprotettivo glielo proibiva. Recatosi a Damasco per affari e alloggiando in un alberghetto, il giovane incontra una ragazza misteriosa e stupefacente che lo sfida. Dato che il giovane subito le aveva dichiarato il suo amore la donna per metterlo in guardia gli aveva promesso che il giorno seguente gli avrebbe portato in casa un'altra donna ancor più bella. Il mercante spavaldamente dichiara di essere fedele solo a lei, ma la notte seguente si ricrede e la dama misteriosa se ne accorge. Infatti durante il banchetto serale, la donna più giovane e bella dell'altra, cade a terra morta avvelenata, mentre l'altra fugge. Di lei resta solo una preziosa collana che il mercante il giorno seguente, porta al magazzino per venderla ai mercanti. Un gioielliere per imbrogliarlo lo accusa di averla rubata e gli fa tagliare la mano destra. Il giovane sfortunato sarà vendicato solo dal governatore della città che, riconoscendo la collana di sua figlia, fa uccidere il gioielliere e invita il ragazzo a raccontargli la sua storia. Al termine il governatore confida al giovane che le due signore non erano altre che le sue figlie e così per risarcirlo dei danni gli fa donare una piccola somma di denari.

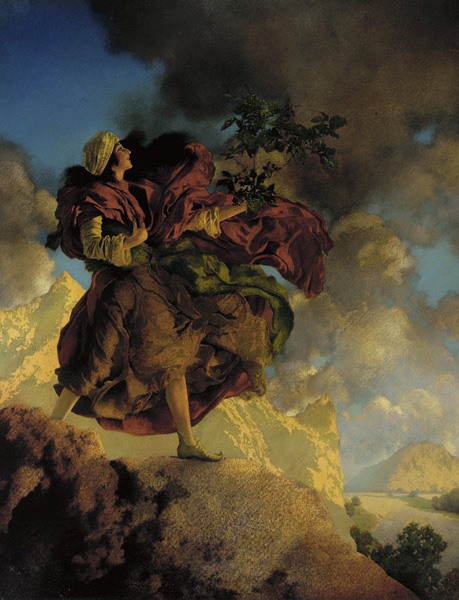
Illustrazione della favola

Ultimo a raccontare le sue avventure è il sarto. Egli si trovava a un banchetto e qui incontrò due strane persone: un giovane zoppo e un barbiere erudito che si odiavano l'un l'altro. Il primo allora incomincia a raccontare la sua situazione, incitato dal padrone di casa. A Baghdad lo zoppo era assai rispettato per la sua dote, tuttavia odiava le donne. Si ricrede appena vede davanti alla sua finestra una bellissima fanciulla, figlia di un potente funzionario della città. Allora il giovane crede di non poter conquistare quella magnificenza e sprofonda in uno stato di malinconia che lo fa ammalare gravemente. Un’anziana amica lo aiuta, rivelando alla fanciulla l'amore del ragazzo.
La fanciulla alla notizia che il ragazzo stava tremendamente male per lei, acconsente a un incontro segreto. E così il giovane, ristabilitosi in men che non si dica, fa chiamare un barbiere per farsi radere. Tuttavia quello che gli viene presentato è, oltre che un barbiere, un noto filosofo rompiscatole che lo intrattiene con lunghe chiacchiere, ricordandogli che il padre del ragazzo lo ammirava e lo amava molto per i suoi discorsi eloquenti. Dopo tre ore in cui l'uomo ha discorso di vari argomenti, facendo andare su tutte le furie il cliente, che doveva essere alla moschea per mezzogiorno per l'incontro, il barbiere lo serve come si deve ma gli chiede di venire con lui all'incontro. Il giovane per levarselo di torno scappa di nascosto alla moschea e poi giunge in casa dell'amata, senza sapere che il barbiere lo pedinava. Entrati in casa, il barbiere, per stanare il suo cliente, si mette a urlare dicendo che nella casa stavano maltrattando il suo padrone. Ne segue un tremendo trambusto che finisce con la fuga e la caduta del giovane amante che si azzoppa ad una gamba. Finalmente il ragazzo riesce a liberarsi della tremenda presenza del barbiere ma con una gamba rotta e privo del suo unico e grande amore.
Allontanatosi dalla festa, è la volta del barbiere che comincia raccontando della sua cattura assieme ad altri ladri, che lui riteneva gentiluomini, durante un tragitto sul Tigri. Condotto alla presenza del sultano, il barbiere gli racconta l'equivoco per averlo scambiato per un ladro e poi gli narra le disavventure dei suoi sei fratelli: Baqbùq, Bakbarah, Baqbàq, Al-Kawz, Al-Shashar e Shaquàliq. Il primo era gobbo e fu preso in inganno da una crudele fanciulla che era amata da lui, costringendolo a tessere stoffe gratis e a compiere piccoli lavori manuali. Il secondo, sempre a causa di una donna, fu tratto in inganno in un'imponente magione con l'obbligo di sopportare tutti i loro soprusi, affinché avrebbe potuto avere un rapporto sessuale con la padrona. Il terzo, cieco dalla nascita, fu imbrogliato da un ladro, anche lui fintosi cieco e costituitosi alle guardie, confessando il proprio misfatto, ovvero quello di fingersi cieco per rubare soldi e violentare ragazze. Il quarto, per causa del sortilegio di un mago cattivo, fu accecato ad un occhio dalla folla la quale, sempre ingannata dallo stregone, credeva di comprare carne umana nel suo magazzino. Il quinto, avendo fatto un sogno rivelatore e invitato da una vecchia imbrogliona serva di una padrona altrettanto scaltra e crudele, viene privato delle orecchie e gettato in una fossa assieme ad altri cadaveri. L'uomo tuttavia non muore e si vendica dell'abuso uccidendo i servi della magione e minacciando la padrona di risarcirlo. La donna lo promette, ma di nascosto lo fa passare come un crudele usuraio e quindi l'uomo viene prima denunciato dalle guardie e poi derubato di tutti i suoi averi. L'ultimo fratello, divenuto povero per una disgrazie, viene condotto alla corte di un uomo giocherellone ma gentile che muore senza lasciargli in eredità niente. Quindi l'uomo viene prima cacciato dal palazzo e poi catturato da un cattivo beduino che lo mutila alle labbra per poi abbandonarlo sulle montagne.
Terminata la storia dei fratelli, il barbiere viene congedato dal sultano.
Terminata l'ultima storia dal sarto, il califfo si commuove molto e decide di risparmiare la vita dei quattro condannati a patto che però venga condotto alla sua presenza il barbiere, ormai anziano. L'uomo giunge e subito viene attratto dal gobbo, cominciandolo ad esaminare. Il giullare non è affatto morto ma solo bloccato nei movimenti dalla lisca di pesce; così il barbiere gliela toglie. Il gobbo torna in vita e così il califfo, più allegri che mai, lo colma di oro.

## 8 - Ali ibn Bakkàr e Shams an-Nahàr
Questa storia è assai simile al tragico amore del mito greco di Piramo e Tisbe il quale ha a sua volta ispirato William Shakespeare per la stesura di Romeo e Giulietta.
Come Romeo Montecchi e Giulietta Capuleti, i protagonisti sono il principe di Persia ibn Bakkàr e la principessa Shams an-Nahàr (Sole del giorno), favorita del califfo di Baghdad Hārūn al-Rashīd. Il principe, trovatosi di fronte alla ragazza all'improvviso in una bottega, se ne innamorò perdutamente e la volle seguire nella sua abitazione. La casa di Shams era il palazzo del califfo, stupendo a vedersi, con una cupola enorme sorretta da centinaia di colonne d marmo bianco, piena di dipinti e affreschi.

Addio di due amanti, dipinto di Frank Dicksee (1884)

 Il principe, accompagnato da un amico, arde dalla voglia di avere qualche momento d’intimità con Shams an-Nahàr, sebbene sappia che la ragazza è già promessa sposa del califfo; e per questo gravi dolori opprimono il suo animo. Anche Shams an-Nahàr freme dal desiderio di essere tra le braccia del misterioso principe e così appena si vedono, si baciano con tanta passione che svengono. Quando i due vengono soccorsi il guaio è bello e fatto, ma i due amanti continuano a carezzarsi dolcemente e ad ascoltare la musica, cantando anche loro col liuto, comunicandosi affettuose e commoventi frasi.
Purtroppo quello sarà il loro primo, vero e più bell'incontro, perché il califfo, fattosi annunciare dai servi, stava per introdursi nel palazzo, costringendo il principe Ali a fuggire con l'amico bottegaio. Giunto in casa il giovane incomincia a piangere senza freno e a invocare inutilmente il nome della sua amata, percuotendosi il petto e giurando di lasciarsi morire di fame se non l'avrebbe rivista; e così accade anche per Shams an-Nahàr, che addirittura già si era sentita male dopo aver avuto il colloquio col califfo.
Ora l'unico modo che hanno Ali e Shams an-Nahàr per comunicare sono le lettere, tristi lettere piene di speranza che i due si mandano tramite la serva fidata e il fedele bottegaio, cercando invano di rivedersi un'ultima volta, per poi morire in pace. Dopo che il bottegaio lascia Ali per affari, facendolo cadere nel più grave sconforto, sopraggiunge un nuovo personaggio: un mite gioielliere che si propone di farsi amico della confidente di Shams an-Nahàr per aiutare Ali. Dopo vari tentativi accade che i due servi riescono a combinare un incontro segreto tra i due in una delle tante case del gioielliere. Ali e Shams an-Nahàr non resistono all'attesa e muoiono dalla voglia di abbracciarsi teneramente un'altra volta, ma quell'incontro sarà segnato da un triste evento. Infatti Ali e Shams an-Nahàr verranno rapiti da una banda di ladri che li scorta nel loro covo a Baghdad, per poi rilasciarli, essendo venuti a sapere dal gioielliere chi in realtà fossero e a guaio andavano incontro. Così finalmente Ali e Shams an-Nahàr vengono liberati, ma ormai pare che i due abbiano perso totalmente la possibilità di vedersi un'ultima volta… e così accade. Pochi giorni dopo succede che una serva cattiva della principessa confida tutto al califfo e questi fa arrestare la donna e manda una pattuglia per Baghdad in cerca del principe di Persia. L'uomo riesce a fuggire ma viene derubato assieme al gioielliere di tutti i suoi averi da un'altra banda di malviventi. Questo era davvero il colmo per il debole cuore di Ali ibn Bakkàr che si lascia morire in una moschea lì vicino. Shams al-Nahàr già era spirata poco dopo l'incontro amoroso col califfo che le aveva perdonato tutto. Sebbene costretti a vivere separati l'uno dall'altro, il popolo di Baghdad esige che i due vengano seppelliti insieme e così avviene.

## 9 - L'amore di Qamar al-Zamàn e di Budùr

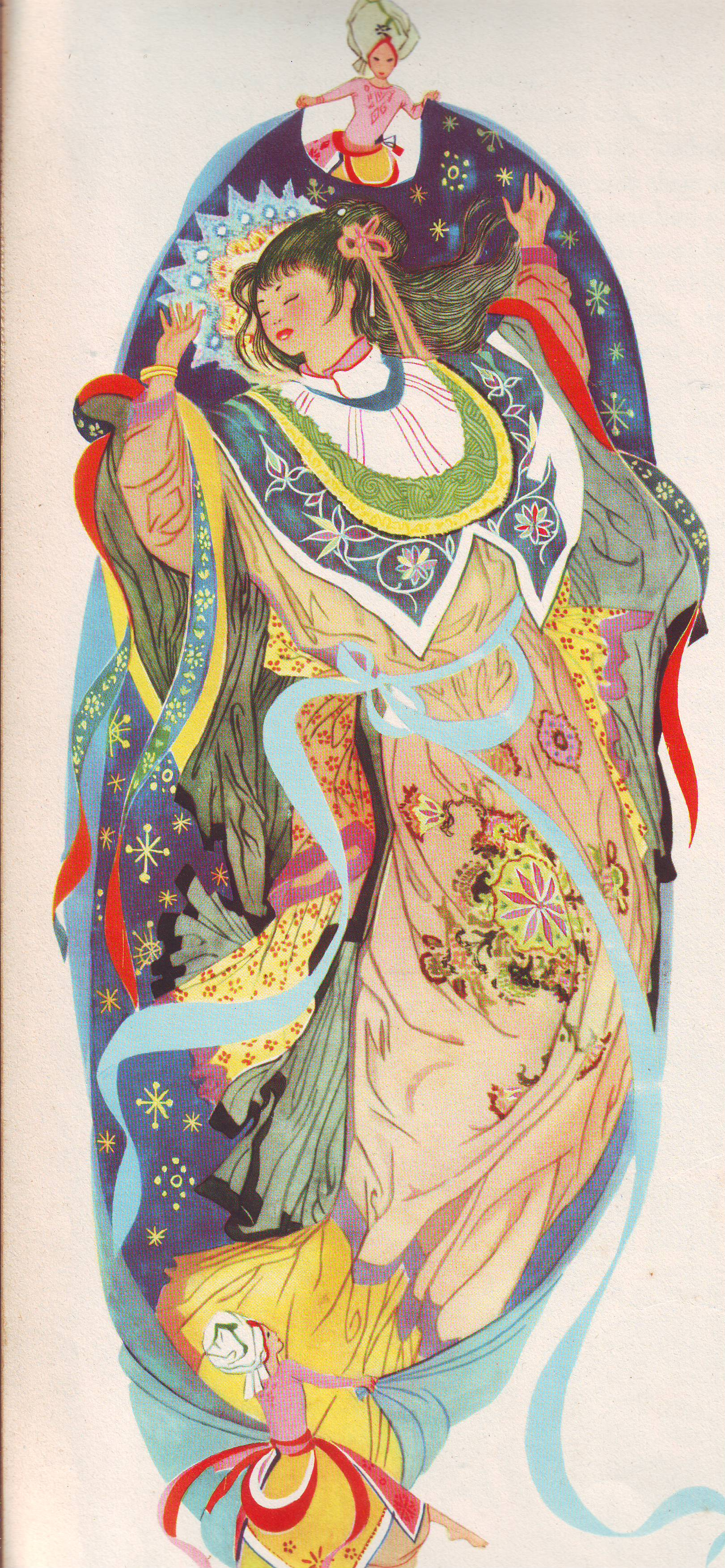
I due spiriti caricano Budùr in un lenzuolo.

Nell'isola di Khaledan vicino al golfo della Persia, il sultano Shahzamàn, sebbene in tarda età, ha un figlio con una schiava, che chiama Qamar al-Zamàn (Luna del tempo). Il giovane cresce sano e bello, tuttavia a diciassette anni non ha interesse a sposarsi, provocando le ire del padre. Anche nella lontana Cina, la principessa Budùr, figlia del re Ghayur, rifiuta di maritarsi per non perdere ogni sua autorità. Entrambi i giovani vengono rinchiusi in casa, ma una notte un genio e una fata, che disputano su chi dei due giovani sia più bello, trasferiscono Budùr nella segreta di Qamar al-Zamàn. Un terzo spirito, eletto a giudice, li trova belli uguali e per testare l'opinione di ognuno dei due giovani quanto all'altro, la fata sveglia prima il principe che, vedendo la bellezza di Budùr, scambia il suo anello con lei e poi si riaddormenta; allo stesso modo la principessa cinese che, svegliata a colpi dal genio, ama teneramente il principe e poi riprende sonno e dal genio viene riportata a casa. Il giorno dopo però Qamar al-Zamàn non ritrova più la donna amata, ed ora che egli finalmente si era convinto di prendere moglie, per di più con la passione nel cuore, ha perso forse per sempre l'occasione di rivederla ancora una volta.
Anche Budùr, ridestandosi senza il suo amore, scoppia in pianto, portando Ghayur a temere che sia impazzita e a chiamare i migliori medici. Tuttavia i medici e i maghi non riescono a guarire il male d’amore di Budùr e per questo vengono uccisi. Solo il principe Qamar al-Zamàn, con l'aiuto dell'istruito figlio della nutrice della principessa, compie un lungo viaggio in Oriente, sotto le false vesti di un astrologo, riuscirà a "guarire" Budùr. Ghayur acconsente al matrimonio dei due e finalmente Budùr e Qamar al-Zamàn, fanno vela verso la Persia a recare la gioiosa notizia a Shahzamàn. Tuttavia durante il viaggio, Qamar al-Zamàn, giunto nei pressi dell'isola d’Ebena, smarrisce il talismano preferito di Budùr, rubato da un malefico uccello, e così lascia la sposa, facendo tappa in un villaggio dove i musulmani come lui sono terribilmente odiati, finché un contadino non lo accoglie e non lo cura.
Giunge sull'isola anche Budùr, decisa a non lasciarsi abbandonare alla disperazione dopo la perdita di Qamar al-Zamàn, sotto le falsi vesti di lui stesso, e non riconosciuta da nessuno e viene invitata dall'anziano re locale a sposarsi con la figlia, Hayat-al-Nufùs (Vita nelle anime), ma in segreto Budùr le rivela la sua vera identità e aspetta notizie del fidanzato. Intanto Qamar al-Zamàn, ritrovato il talismano e 100 giare contenenti oro, cerca di partire alla ricerca di Budùr ma non vi riesce. Sarà a Budùr stessa a scoprirlo e condurlo a corte dove rivela tutta la storia al vecchio re dell'isola ancora vivente. Avviene così un duplice matrimonio di Qamar al-Zamàn con Budùr e Hayat an-Nufùs e le due nuove regine avranno ognuna un figlio, a nome rispettivamente Amgiad e Assad. Anni dopo, ognuna delle due donne si invaghisce del figliastro: i due principi rifiutano disgustati le profferte amorose delle matrigne, e queste, indignate, inventano di esser state violentate da Assad e Amgiad e supplicano il marito Qamar al-Zamàn di far uccidere i ragazzi. 

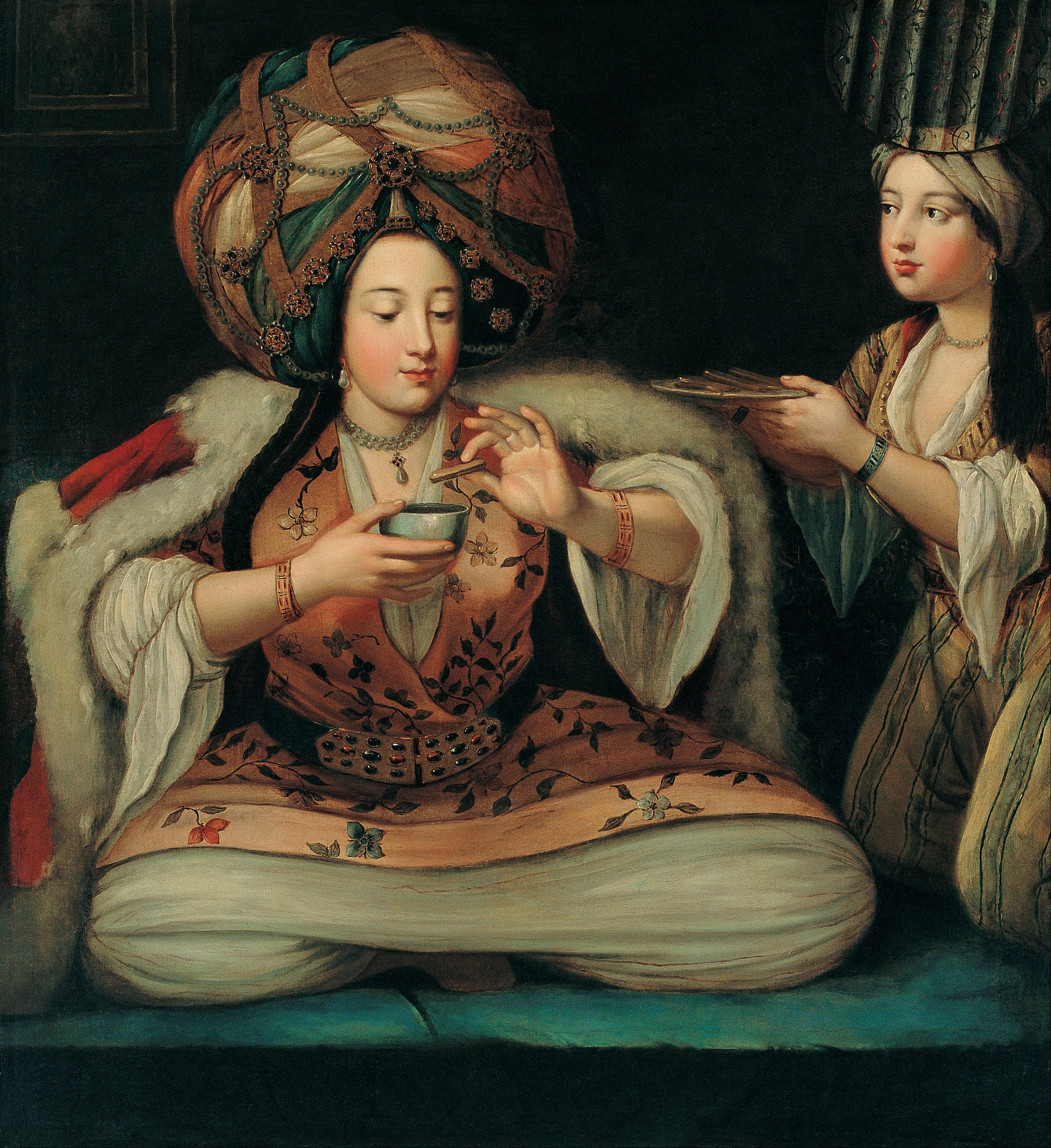
La regina Morgiana

Qamar al-Zamaàn crede alla bugia e fa allontanare con un emiro i ragazzi, ma l'uomo non ha il coraggio di decapitare due ragazzi così stupendi e soprattutto innocenti, per cui si limita a mandarli il più lontano possibile dal regno. Assad e Amgiad giungono in una città, ma il primo viene catturato da una setta di sadici adoratori di falsi dei protettori del fuoco che hanno intenzione di sacrificarlo. Amgiad, messosi alla ricerca del fratello, conosce prima una donna vogliosa e lussuriosa che uccide e poi un guardiano di nome Bahram, segreto leader della setta demoniaca, che Amgiad salva da una denuncia. Bahram quindi ottiene la fiducia di Amgiad, ma di nascosto preleva Assad dalla sua prigione e si dirige verso il loro luogo sacro per volerlo sgozzare; ma Morgiana, una regina fortemente nemica della setta, riesce a salvare il condannato.
La donna riconosce in lui un giovane colto e pieno di vita e decide di adottarlo come figlio. Ma la notte stessa Assad viene nuovamente rapito dalla setta, che lo tortura con ferocia. Bostan, la figlia di uno dei più anziani e crudeli membri della setta, ha compassione di lui e progetta di liberarlo. Finalmente i due potranno essere salvati da Amgiad, divenuto gran visir di quella città, che stermina la tremenda setta con l'aiuto di Morgiana. Nello stesso giorno giungeranno due eserciti guidati rispettivamente da Shahzamàn ancora in vita e da Ghayur, che cercano notizie di Qamar e Budùr. Ora che la famiglia è riunita grazie all'ultimo arrivo di Qamar con le mogli con cui ha fatto pace, Assad e Amgiad si sposano con Morgiana e Bostan per vivere insieme felici e contenti.

## 10 - Nur ed-Din e la bella Persiana

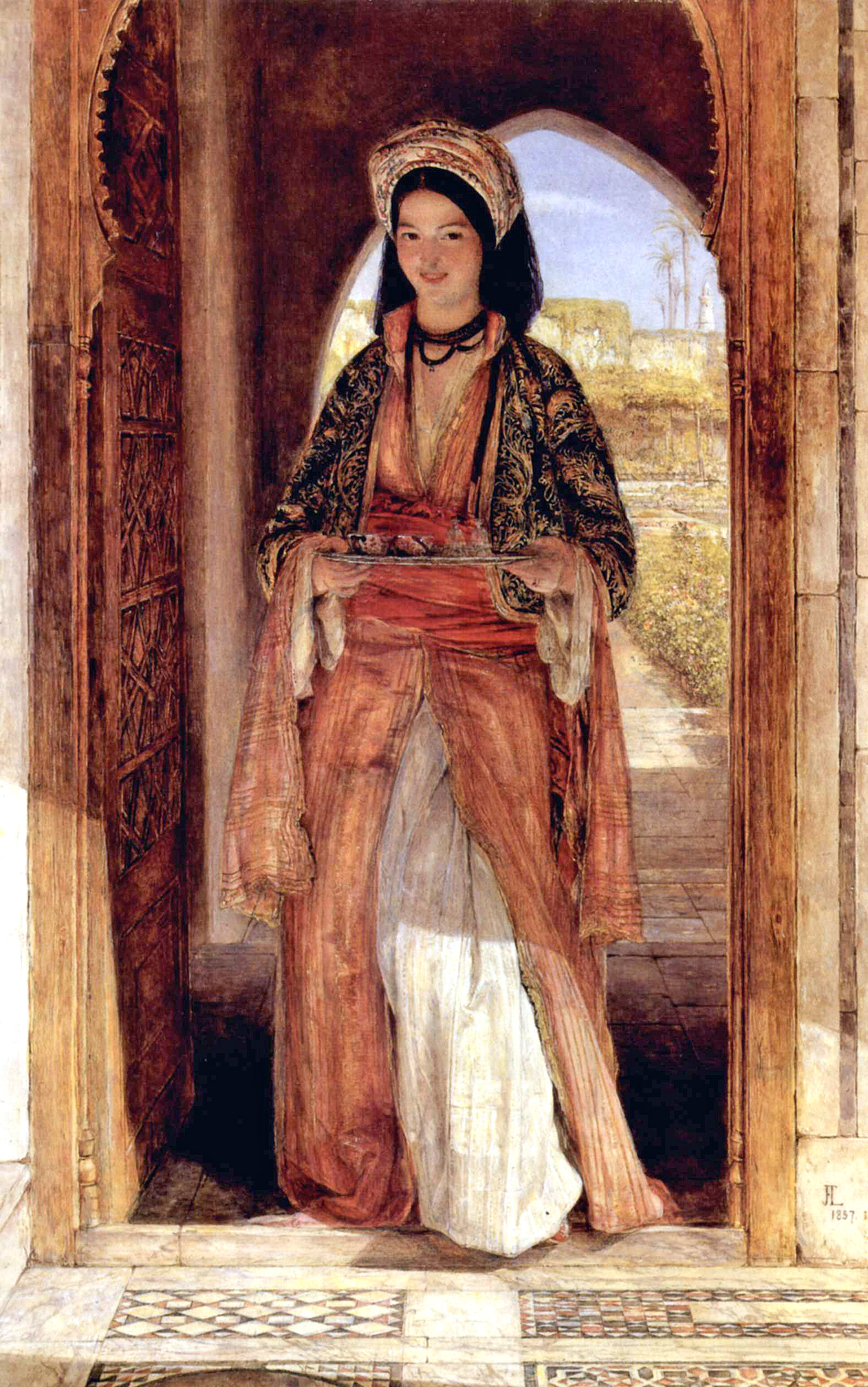
La portatrice di caffè.

Nella città di Bassora il giovane figlio di Khacan, Nur ed-Din conduce una vita agiata di dongiovanni, grazie all'impiego del padre presso la corte del sultano. Una sera, dopo un banchetto, il sultano convince il visir Khacan a procurargli la più bella schiava persiana che esistesse sulla terra, dopo aver perso una scommessa. Il visir la trova in un'affascinante e seducente concubina chiamata appunto “Bella Persiana”. Tuttavia la ragazza viene insidiata da Nur ed-Din che se ne innamora perdutamente e vorrebbe portarsela via. Il visir, dapprima arrabbiato col figlio ma poi contento della scelta, dato che in fondo il sultano si divertiva con decine di concubine, accetta di far unire Nur ed-Din con la persiana, a patto che questi non la abbandoni mai dopo la sua morte. Morto Khacan, Nur ed-Din sperpera tutti i suoi averi con falsi amici, fino a vedersi costretto a vendere la schiava persiana per sanare i debiti. Al mercato il giovane incontra il nuovo visir Saouy, uomo crudele che odiava particolarmente suo padre, il quale vuole comprare la schiava per molto meno dei soldi versati anni prima da Kahacan per acquistarla. Inoltre Saouy minaccia Nur ed-Din di fare la spia al sovrano di Bassora, rivelandogli che il giovane si era tenuto la ragazza anziché consegnargliela. Infuriato Nur ed-Din lo percuote di legnate e botte, facendolo scappare dal sultano a cui racconta tutto.
Così avviene che la bella persiana e il suo sposo sono costretti a fuggire a Baghdad dove si rifugiano presso un padiglione custodito dal vecchio Shaykh Ibrahìm che li accoglie benevolmente. L'uomo, essendo anziano e sempre solo, decide di banchettare e divertirsi con la bella persiana e Nur ed-Din per festeggiare l'avvenimento, ma accade che, accendendo troppe luci, attira le attenzioni del califfo Hārūn al-Rashīd, suo padrone. Il nobile assieme a Jafàr e all'eunuco Masrùr si dirige vestito da pescatore al padiglione dove incontra i tre che schiamazzano e ridono ubriachi. Accade che perfino Shaykh cerca di bastonare il califfo, prendendolo per uno straccione, ma questi si fa riconoscere, pretendendo di volere avere come concubina la bella persiana e di affidare a Nur ed-Din il trono di Bassora, licenziando suo cugino. Firmata la lettera per il sultano, Hārūn al-Rashīd manda a Bassora Nur ed-Din che però viene arrestati a causa di un altro imbroglio del visir Saouy. Tuttavia proprio mentre sta per essere eseguita la condanna a morte del giovane, giunge a Bassora il visir Jafàr per consegnare una sorta di ricevuta firmata dal califfo di Baghdad per la consegna della persiana. Finalmente Nur ed-Din viene incoronato re di Bassora e il vile Saouy viene fatto decapitare.

## 11 - Il re Badr e la principessa Giawhara

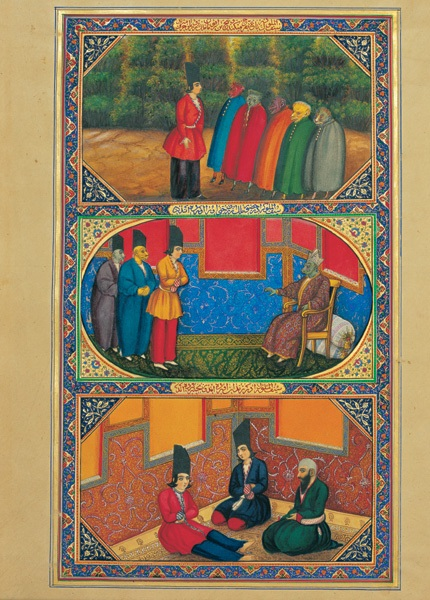
Badr nell'isola della maga Lab.

Il re della Persia, essendo vecchio e senza eredi, un giorno compra una schiava da un mercante. La donna bellissima, stupefacente e incantevole, di nome Giulnar, si rivela una degna compagna del re, tuttavia all'inizio appare silenziosa per via del suo triste passato. Infatti la donna era sorella di Salih, re del Popolo del Mare, discendente del re Salomone, al quale disobbedì e fu venduta come schiava. Passato un anno dal primo incontro tra il re e la schiava, la donna si dimostra riconoscente per il bel trattamento riserbatole e promette al re che avrà un figlio: Badr. Cresciuto il giovane come meglio si poteva, a 20 anni egli è ancora senza moglie e così il re Salih propone alla sorella Giulnar, ormai vedova e reggente, di fidanzare il principe alla bellissima Giawhara, figlia del crudele e scorbutico sovrano marino Samandal. Badr per errore ode la conversazione fra la madre e lo zio e così immediatamente s’innamora di quella principessa che non ha nemmeno visto, soffrendone molto.
Lo zio Salih si presenta da Samandal per invocare la sua clemenza a concedergli la mano di Giawhara per Badr, ma ne nasce una lotta che culmina con la cattura di quest’ultimo da parte di Salih. Giawhara fugge su un'isola dove per caso giunse anche Badr, dopo aver entrambi saputo l'esito dello scontro, e ora la principessa, venuta a sapere chi fosse il suo coinquilino dell'isola, lo tramuta in uccello. Badr così, disperato, vola per la terra finché non viene catturato da un mercante che lo consegna ad un re. L'uomo, ammirato dalla bellezza del pennuto, lo fa ingabbiare ma sua figlia capisce che è un uomo uomo vittima di un sortilegio e lo libera. Ritrasformato in uomo, Badr ottiene dal re una nave per tornare in Persia; ma durante il viaggio Badr fa naufragio, finendo in una terra sconosciuta, abitata da animali di vario genere e da una maga potente e cattiva, Lab. Per fortuna Badr è salvato da un vecchio sopravvissuto di nome Abdallàh: l'uomo è riuscito a scampare alle ire della maga grazie alla sua perspicace idea di sposarla e unirsi a lei nel catturare le vittime che poi vengono tramutate in bestie.
Tuttavia Abdallàh quando vede Badr riconosce in lui un nobile uomo e così decide di non aiutare più Lab: gli suggerisce di farsi sposare dalla regina e ottenere dal vecchio dei segreti per rompere le magie di Lab. Badr accetta l'idea, e dopo 40 giorni dal matrimonio la regina prepara una focaccia magica che trasformerà Badr in animale. L'uomo con una scusa va da Abdallàh che gli consiglia di sostituire con un'altra pizza la focaccia e di far mangiare alla regina la vera focaccia avvelenata. Il piano di Abdallàh funziona alla perfezione: Badr sostituisce la focaccia di Lab, la regina pronuncia le parole magiche, spacciandole per un gioco, ma Badr non scherza e le fa assaggiare la sua stessa medicina, facendola tramutare in cavalla. La megera viene condotta da Badr fino ad un villaggio lungo il cammino di ritorno per la Persia, e qui una vecchia lo inganna, convincendo Badr a venderle la cavalla. La donna anziana si rivelò essere la madre della maga beffata che la riporta alle sue vere sembianza. Pare che per Badr non vi sia più speranza di salvezza, ora è stato tramutato da Lab nuovamente in uccello e per giunta in gufo; ma una schiava tradisce Lab, racconta l'accaduto a Giulnar e alla madre di lei regina del mare, per cui le due si fiondano sulla città di Lab con tutto l'esercito del Mare, distruggendo Lab per sempre. Le regine di Persia ora vorrebbero far sposare la schiava con il rispettivo figlio e nipote, tuttavia il principe persiano è ancora innamorato di Giawhara, sebbene cosciente del male che gli aveva recato: decide di riprovarci con lei, facendo pace con il re Samandal, conquistando così per sempre la mano della sua amata.

## 12 - Ghanim e la principessa Tormenta

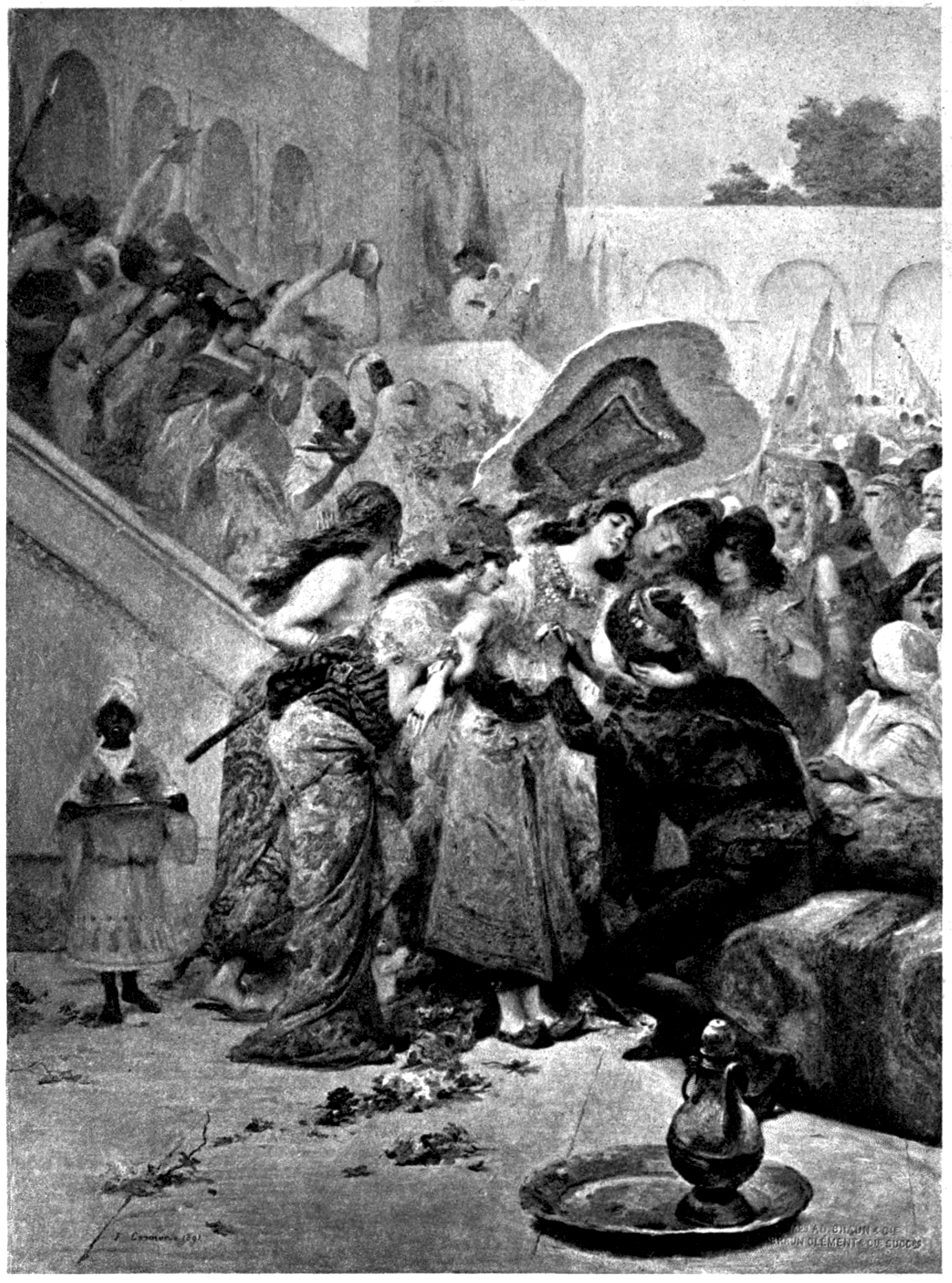
Illustrazione della favola

Nella città di Damasco il mercante Ghanim lavora con grande capacità di persuasione e con grande profitto. Un giorno in cui è per affari a Baghdad, scopre un baule contenente una principessa svenuta: con grande stupore raccoglie e cura la fanciulla che pian piano si riprende. Essa si rivelerà essere la principessa Tormenta, favorita del califfo Hārūn al-Rashīd, che già sposato con la maga Zobeida. Infatti è stata proprio Zobeida a far catturare Tormenta e a farla rinchiudere nel baule, con l'intento di sotterrarlo. Ora che Ghanim l'ha salvata, Tormenta è presa da un folle desiderio di amarlo e ciò avviene anche per il suo cavaliere che tuttavia scoppia in pianto. Tormenta chiaramente comprende i pensieri di Ghanim e difatti anche lei è molto addolorata perché consapevole del loro amore impossibile: ciò perché il califfo di lì a poco tornerà a palazzo da una spedizione e certamente avrebbe chiesto sue notizie. Tuttavia, mentre i due innamorati si consumano nel loro dolore, la regina Zobeida sta progettando un piano per far risultare la scomparsa di Tormenta un tragico incidente: fa intagliare un pezzo di legno a forma di cadavere, che è di seguito avvolto in un lenzuolo e infine stipato in una bara all'interno di un mausoleo.
Il califfo Hārūn al-Rashīd giunge a palazzo e chiede notizie della sua amata, quando gli si para davanti piangente Zobeida, che inventa che la favorita è morta: il califfo, sebbene addolorato, non le crede e va di persona a far aprire il mausoleo, poi vede il sudario e dà Tormenta per morta. Per qualche tempo pare che il califfo si sia dimenticato del tutto della sua favorita, quando a palazzo giunge una lettera firmata da Tormenta, che racconta d'esser scomparsa perché rapita dagli emissari di Zobeida, ma poi trovata e curata dalla bontà di Ghanim. Leggendo il nome del mercante, però, il califfo va su tutte le furie e fa punire severamente sia Tormenta, internandola in una torre, che la famiglia di Ghanim (visto che questi era scomparso dalla città sotto le vesti di uno schiavo per non farsi riconoscere): la madre e la sorella del mercante vengono addirittura esiliate da Damasco e costrette a vagare nei pressi di Baghdad. Fortunatamente le due vengono salvate dal primo ministro della città. Nel frattempo Hārūn al-Rashīd, ripensando alle sue azioni, capisce di non aver ragionato sulla situazione e così ritira tutti i castighi inflitti sia a Tormenta che a Ghanim, che fino a quel momento non si era riuscito a trovare. Tormenta, questa si reca per la città in cerca dell'amato e, riconciliatasi con la madre e la sorella di lui, lo trova moribondo su una lettiga: contro le aspettative dei medici, Ghanim si riprende completamente appena vede davanti a sé Tormenta, giuliva per la benedizione del califfo riguardo al loro sposalizio.

## 13 - Il principe Zeyn Al-Asnàm e il re dei Geni

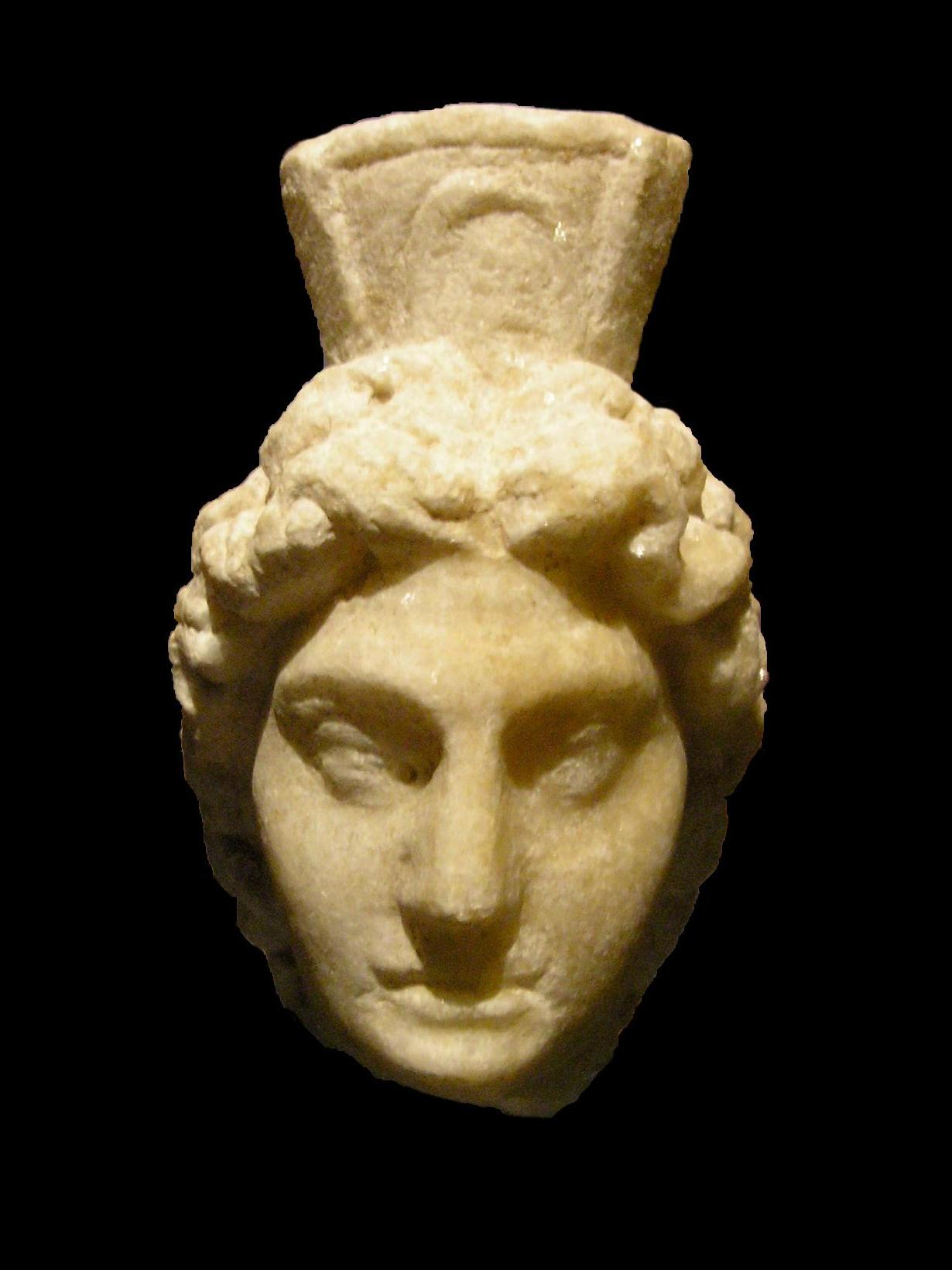
Testa di Genio di origine romana (II secolo)

Nella città di Bassora il nuovo reggente Zeyn Al-Asnàm anziché seguire le orme del genitore parsimonioso e amante del popolo, spreca tutte le sue ricchezze, arrivando sull'orlo della bancarotta e di essere deposto dal popolo. In seguito a questa terribile situazione, Zeyn ogni notte sogna un uomo anziano che gli promette di farlo diventare ricco se avesse cambiato modo di governare, dimostrandosi così degno dei suoi segreti. Finalmente una notte il vecchio del sogno gli comunica di scavare nello studio del padre, con la promessa che avrebbe trovato vari vasi d’oro e una stanza contenente nove colonne d’oro massiccio con attaccate altrettante splendide statue. Il principe obbedisce alle rivelazioni del vecchio e il giorno dopo scopre tutte le ricchezze che aveva visto nella visione. Tuttavia Zeyn nota che la nona colonna è priva della statua: al contrario vi è scritto un biglietto da parte del padre che lo esorta a recarsi nella città de Il Cairo in Egitto alla ricerca del servitore Mubarak. Quest’uomo lo avrebbe aiutato nell'impresa di trovare l'ultima statua. Senza leggere una seconda volta Zeyn parte subito per la Terra delle Piramidi e trova il servitore con cui intraprende un lungo e fantastico viaggio verso la Città dei Geni. Questo è un luogo totalmente sconosciuto alla gran parte del genere umano, perché abitato da spiriti che possono prendere sia forme mostruose e grottesche di demoni con ali da pipistrello e volto da leone con corna di bufalo oppure tramutarsi in bei giovinetti molto assomiglianti agli “eroti” angelici della Grecia.
Traversato il lago che li separa dalla città a bordo di una barca con un traghettatore alquanto bizzarro dalla testa di elefante e il corpo di una tigre, Zeyn e Mubarak giungono alla Città dei Geni. La roccaforte e il palazzo sono immensi e qui Mubarak ordina al viaggiatore di evocare il re dei geni, intimandogli dopo la sua apparizione di farsi chiedere dove si trovasse la nona statua preziosa, in quanto figlio del re di Bassora. Il genio appare in forma di giovane, segno che è di buon umore e pronto ad ascoltare il principe che gli ripete un giuramento di fedeltà e la richiesta della statua. Il genio acconsente a rivelargli il segreto e di seguito gli ordina di portargli la più pura e la più casta delle ragazze di Persia, aiutandolo con uno specchio magico. Zeyn così riparte dalla città e in breve tempo trova con lo specchio la famosa ragazza che rapisce dal padre con un imbroglio per non spaventarla del suo destino. La fanciulla si lascia condurre fino alla Città dei Geni, quando scoppia in pianto intuendo il suo triste destino. Tuttavia Mubarak e Zeyn non fanno caso alle sue suppliche. Tornati a Bassora, Zeyn scende le scale del sotterraneo e nella stanza, al posto della statua, trova la ragazza che aveva rapito con Mubarak: era lei la statua più preziosa. Con il consenso del re dei geni, Zeyn sposa la fanciulla, dando origine ad un nuovo ramo della sua stirpe.

## 14 - Alì Baba e i quaranta ladroni

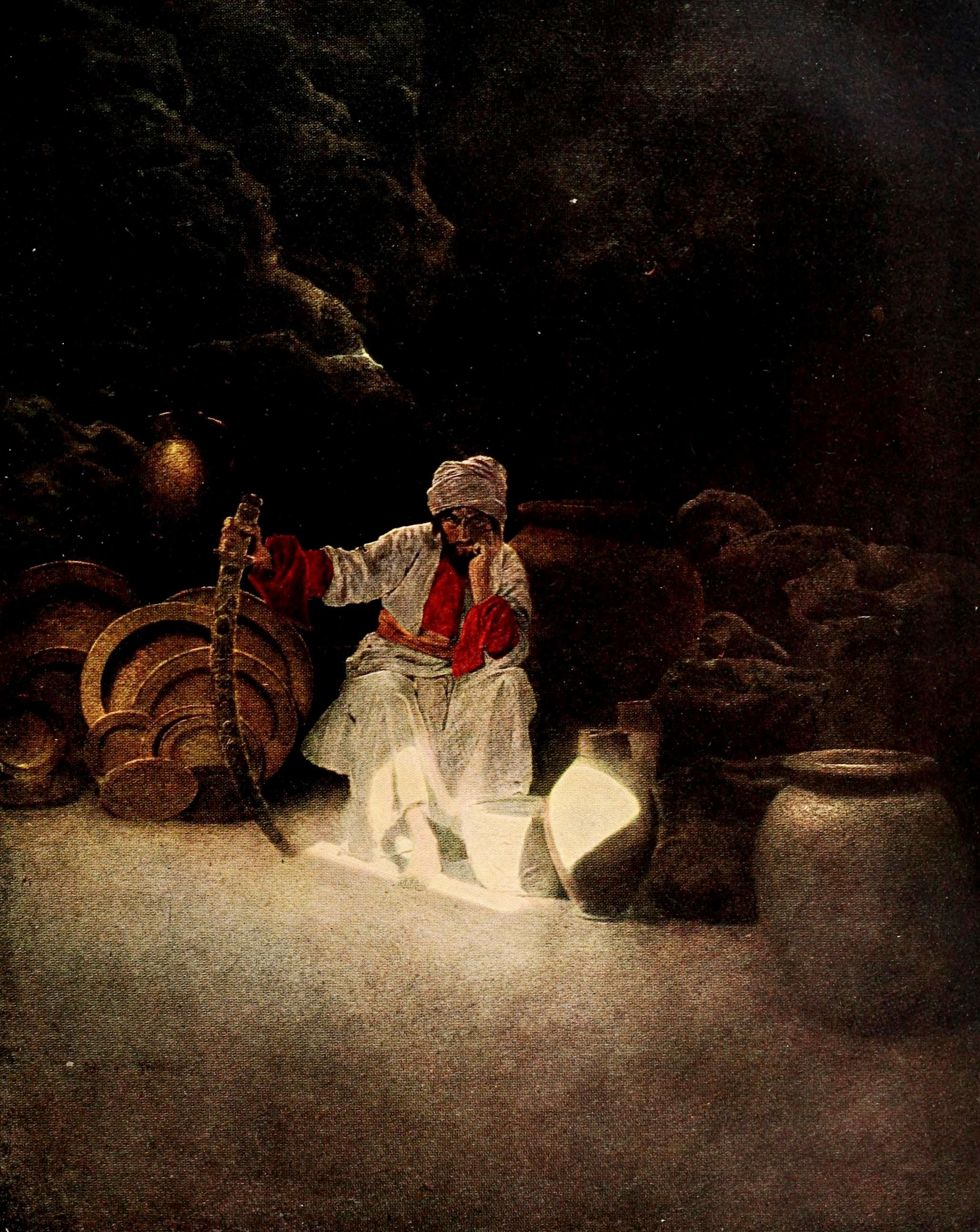
Ritratto di Alì Babà (1909).

Ali Baba è un taglialegna molto povero. Un giorno, mentre taglia la legna, sente delle voci. Si nasconde sopra un albero, dal quale ascolta il capo di una banda di 40 ladroni pronunciare la formula magica che permette l'apertura della roccia di una caverna: «Apriti, Sesamo!» e la formula magica per richiuderla: «Chiuditi, Sesamo!». Dopo che i ladroni (entrati precedentemente all'interno della caverna) ne escono e si allontanano, Ali Baba pronuncia a sua volta la formula e penetra nella caverna, scopre tesori ammassati al suo interno e preleva una parte d'oro. Suo fratello, Qāsim, che è abbiente per aver sposato la figlia di un ricco mercante, ma che non ha aiutato mai il fratello indigente, è sorpreso dall'improvvisa fortuna di Ali Baba che gli rivela la sua avventura. 
Qāsim si reca allora alla caverna ma, turbato dalla vista di tante ricchezze, non ricorda più la formula che gli permetterebbe di uscirne: quindi i banditi lo sorprendono alla grotta, lo uccidono e tagliano a pezzi il suo cadavere. Ali Baba, inquieto per l'assenza del fratello, si reca alla grotta e ne scopre i resti, riportandoli a casa. Con l'aiuto di Margiāna, sua schiava assai abile, riesce a inumare suo fratello senza attirare l'attenzione dei vicini.
I banditi non ritrovano più il cadavere e capiscono che un'altra persona conosce il loro segreto, fino a trovare l'abitazione di Ali Baba. Il loro capo si fa passare per un mercante d'olio, si procura dei muli carichi di 38 giare, delle quali una piena in effetti di olio ma ciascuna delle restanti 37 nasconde un bandito, quindi si spaccia per mercante di olio e chiede ospitalità ad Ali Baba nell'intento di ucciderlo nel sonno. Margiāna scopre il loro piano e uccide i banditi nascosti nelle giare, versando olio bollente in ognuna di esse. Quando il capo va a cercare i suoi complici, scopre i suoi complici morti e fugge.
Per vendicarsi, qualche tempo dopo, il capo dei banditi s'insedia come commerciante nella zona e avvia un legame d'amicizia col nipote di Ali Baba, che nel frattempo aveva ripreso gli affari del padre. Il bandito è invitato a mangiare nella casa del nipote, ma Margiāna lo riconosce. In onore degli invitati ella esegue una danza, nel corso della quale manovra una spada che, improvvisamente, pianta nel cuore del capo dei banditi. Così la storia termina positivamente per Ali Baba e la sua famiglia, fatta eccezione per l'egoista fratello Qāsim.

## 15 - Storia dell'uomo addormentato e ridestato

Il risveglio del Marchese del Grillo, ispirato alla novella dell'uomo addormentato e ridestato.

A Baghdad un vecchio mercante dona in eredità al giovane figlio tutti i suoi averi. Il figlio, dopo aver scoperto di essere ricchissimo decide di divertirsi con i suoi amici, finché non inizia ad annoiarsi. Allora inizia a progettare degli scherzi ai danni di poveri mendicanti. Un giorno, per le strade della Città Vecchia, incontra un poveraccio addormentato perché ubriaco. Il giovane mercante si accorge che il barbone è uguale a lui, e così decide di beffarsi di lui, scambiando le identità. Lui, ricco e bello, sarà povero, ingannando la famiglia del poveraccio, che verrà portato in casa del mercante, lavato e rivestito, e verrà trattato come un principe.
Gli amici del mercante dicono che così lui farà un favore al poveraccio, facendogli provare i piaceri dei ricchi; ma il giovane mercante ribadisce che proprio la natura rustica e ingenua del barbone farà in modo che la vita del ricco per lui risulterà un vero inferno. Il giovane mercante dunque si appresta ad eseguire il piano, e porta avanti questa burla per diversi giorni fino a quando fa ubriacare il poveraccio, lo fa cadere nel sonno, e lo rigetta nelle strade sporche da dove lo ha preso. Il poveraccio, svegliandosi, crederà che tutto sia stato un sogno.
Questa novella della raccolta ha ispirato una scena del film Il marchese del Grillo, diretto da Mario Monicelli, con Alberto Sordi.

## 16 - Aladino e la lampada magica

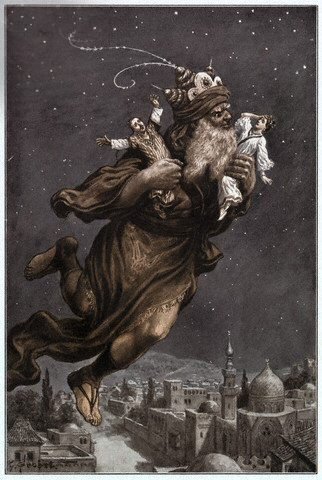
Illustrazione della storia di Aladino.

In Cina, un ragazzo povero di nome Aladino, dopo la morte del padre, vive con la madre vedova, a cui non dà alcun aiuto, preferendo giocare con gli amici. Un giorno si presenta ad Aladino un uomo che afferma di essere suo zio. Dopo aver conquistato la fiducia della cognata con un pranzo lussoso, lo zio porta Aladino in un luogo isolato e deserto, nel quale vi è una caverna segreta piena di ogni sorta di meraviglie, e chiede al ragazzo di entrare dentro la caverna per prendere una lampada e, per tranquillizzarlo, gli affida un anello magico. Recuperata la lampada, Aladino si rifiuta di darla allo zio che, infuriato, lo chiude dentro la caverna. Dopo essere rimasto per molto tempo da solo nella caverna, Aladino riesce a liberarsi strofinando per caso l’anello che gli aveva affidato lo zio. L’anello infatti custodiva un genio pronto ad eseguire tutti i suoi desideri. Successivamente  Aladino, tornato alla sua vita normale, scopre che anche la lampada ha dei poteri magici, infatti strofinandola appare un genio ancora più grande di quello custodito nell’anello. Un giorno, avendo visto senza velo la bellissima principessa Badr-al-Budur, il giovane se ne innamora perdutamente, e usa la sua magia per poter diventare ricchissimo allo scopo di sposarla. I due vanno a vivere in un immenso palazzo colmo di ricchezze e sfarzosità, ma purtroppo il falso zio che l’aveva abbandonato nella caverna, si rivela essere un perfido stregone africano disposto a tutto pur di ottenere il prezioso oggetto per sé. Lo stregone, attraverso le arti magiche capisce che Aladino ha scoperto il potenziale della lampada, e che adesso vive come un re. Perciò attraverso uno stratagemma riesce a rubare la lampada, e ordina al genio di spostare l’immenso palazzo in Africa. Aladino perciò cade in rovina, e solo dopo varie peripezie riesce a raggiungere il mago africano e ad ucciderlo dentro al palazzo.
Entra in gioco il fratello del mago, anch’egli stregone, che con le stesse arti magiche viene messo al corrente di tutta la storia. Per vendicare il fratello, lo stregone uccide la famosa guaritrice Fatima e, travestendosi da lei, riesce ad entrare nel palazzo di Aladino e a conquistare la fiducia della sposa, ma fortunatamente viene scoperto in tempo da Aladino e ucciso.

## 17 - Codadad e i suoi fratelli

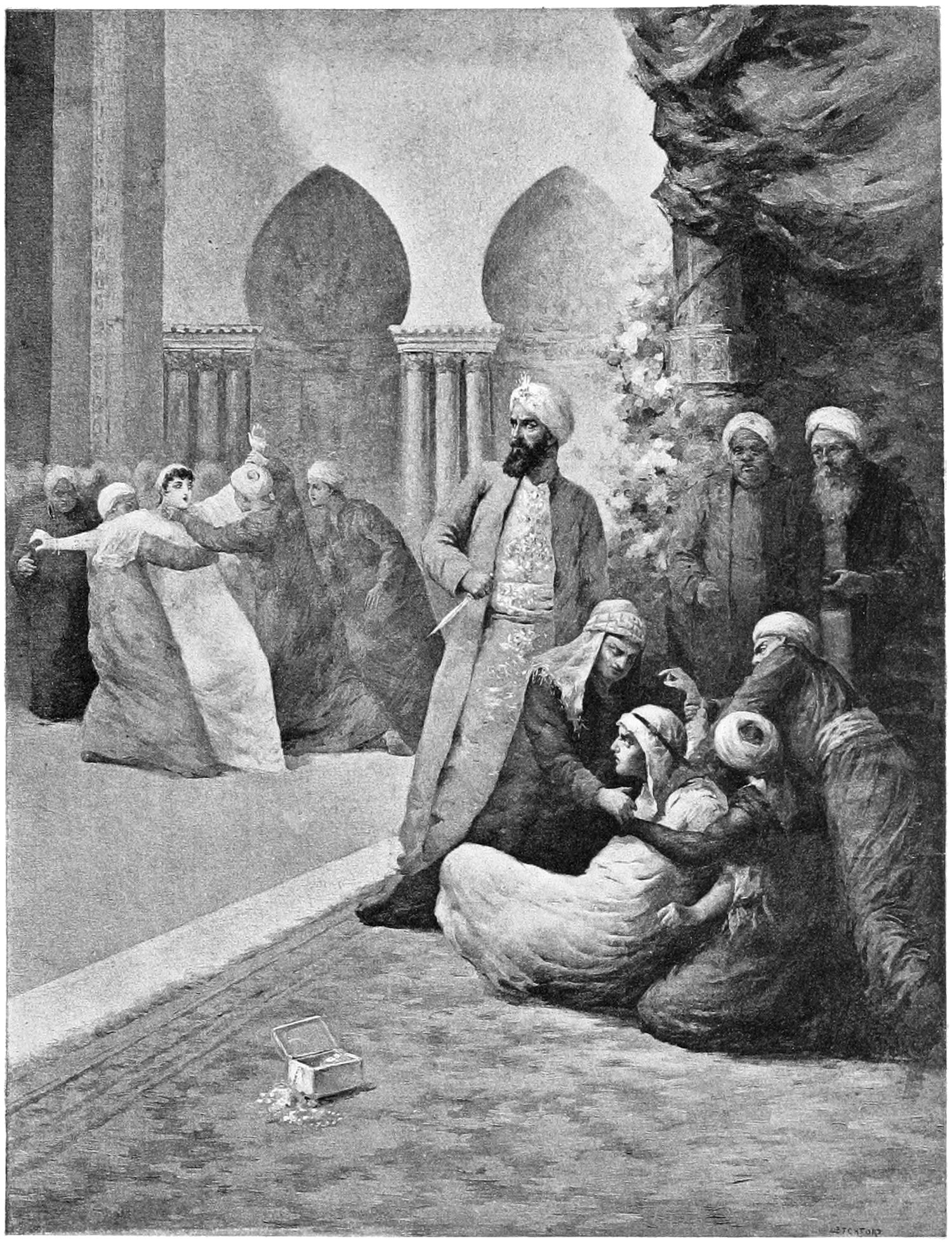
Incisione ritraente Codadad e i fratelli.

Nel regno di Harran il sultano ottiene 49 figli da diverse schiave e bandisce la concubina Piruzè, considerandola sterile. Tuttavia la donna darà alla luce un bambino più forte e intelligente degli altri, che chiamerà Codadad. Egli cresce sano e forte e decide a 18 anni di presentarsi alla corte di suo padre per prestare i suoi servigi, senza rivelargli la loro parentela. Codadad lavora così bene il sultano lo fa suo consigliere personale, ma un giorno i fratelli, gelosi di lui, lo traggono in inganno. Con la scusa di una battuta di caccia i giovani si allontanano dal palazzo, per far ricadere la colpa su Codadad che presto, incitato anche dal sultano, corre a cercarli. Durante il viaggio Codadad si ritrova in una pianura su cui sorge un castello con una principessa affacciata alla finestra, che invita il giovane ad allontanarsi visto che la magione è abitata da un uomo cannibale. Ma Codadad non si lascia intimidire e ben presto, quando si trova davanti l’orco, lo uccide facendolo a pezzi. Liberata la principessa, il giovane libera anche tutti gli altri prigionieri del castello, inclusi i suoi fratelli.
Nel viaggio di ritorno la principessa di Deryabar si presenta: il re padre di lei un tempo aveva tratto un salvo il giovane figlio di una regina saracena; lui aveva chiesto la mano della principessa, il re aveva rifiutato e il giovane saraceno quindi lo aveva ucciso. La principessa era fuggita dalla città, accolta da una nuova famiglia reale e si era sposata con il principe: in breve, questo marito fu catturato e gettato in mare dai pirati, che rapirono la moglie. La loro nave approdò a una terra sconosciuta e fu assalita dal noto barbaro cannibale conosciuto da Codadad, il quale aveva massacrati i pirati e preso con sé la ragazza. L’esercito di principi torna trionfale nel regno di Harran, ma una notte i fratelli, ancora ingelositi, pugnalano di nascosto Codadad che tuttavia non muore.
La principessa di Dreyabar è disperata e corre a chiamare un chirurgo ma quando i due ritornano alla tenda il corpo del moribondo non c’è più. Sconsolata, la principessa cerca aiuto nelle braccia del sultano e della cortigiana Piruzè che fanno imprigionare immediatamente i 49 traditori per condannarli a morte. Dopo aver eretto un enorme e fastoso mausoleo in onore di Codadad, il sultano viene attaccato da un esercito messo su dai suoi nemici di confine. Pare che la sorte stia per capitolare proprio a favore di questi ultimi, quando dalla collina giunge una piccola armata condotta da un giovane urlante e pieno di ferocia che sbaraglia l’esercito nemico mettendolo in fuga. Si tratta proprio di Codadad salvato grazie alle cure di un contadino. Finalmente la famiglia può riabbracciarsi ed inoltre il fortunato sposo della principessa ordina che i 49 fratelli vengano liberati.

## 18 - L’avventura del califfo Harùn al-Rashìd

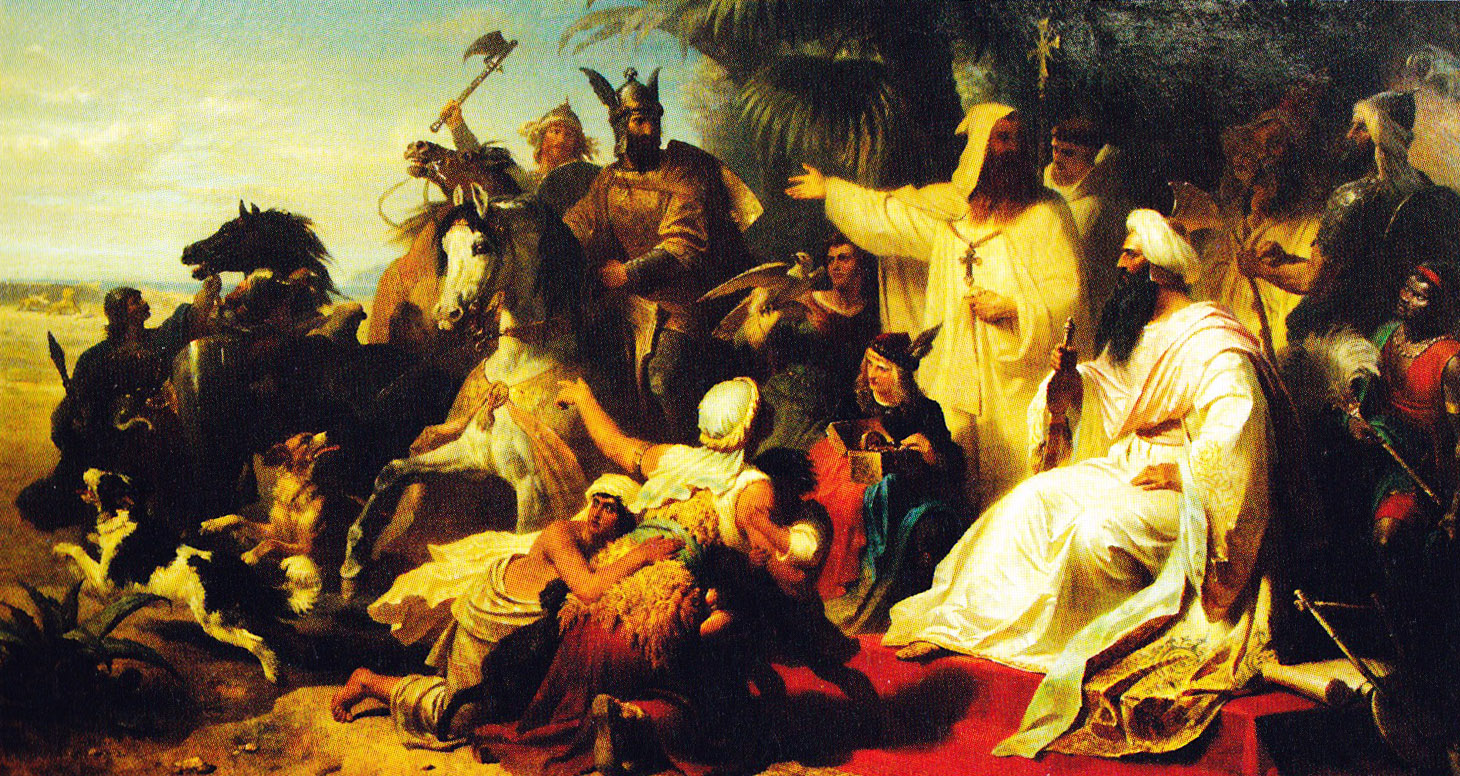
Dipinto ritraente il califfo Hārūn al-Rashīd e Carlo Magno

A Baghdad il califfo Hārūn al-Rashīd si trova a passeggio con il suo visir Jafàr e fa tre strani incontri. Il primo personaggio strambo che conosce è un mendicante cieco che gli chiede di schiaffeggiarlo ogni volta che gli avrebbe fatto l’elemosina, il secondo è un violento che frusta in continuazione una cavalla e il terzo è un ricco mercante tutto ben vestito; il califfo, stupito da questi tre figuri, ordina di condurli a palazzo per sentire le loro storie. Il primo, chiamato Babà Abdallà, narra la sua sventura capitatagli durante un viaggio per affari. Egli si trovava nel deserto coi suoi cento cammelli quando un viaggiatore gli chiese di aiutarlo nella ricerca di un tesoro magico. Il viaggiatore sosteneva che tali ricchezze si trovassero proprio da quelle parti grazie ai suoi poteri magici e che sarebbe stato in grado di regalarle a Babà se questi avesse spartito il bottino al 50%. Babà Abdallà accetta e così il viaggiatore separa due rocce enormi, facendo apparire alla vista del mercante un tesoro di proporzioni cosmiche. Quasi Abdallà non credeva ai propri occhi e con gioia accetta di regalare quaranta cammelli al viaggiatore misterioso che si allontana con la sua parte di bottino. Tuttavia il tarlo della gelosia e dell’ingordigia impedisce a Babà Abdallà di proseguire il suo viaggio di ritorno e così l’uomo persuade il viaggiatore pian piano a restituirgli tutto il suo carico e i quaranta cammelli. Come se ciò non fosse bastato a lui, Babà chiese al viaggiatore anche di sapere cosa contenesse un vaso curioso che egli possedeva. Il viaggiatore risponde che si trattava solo di un vasetto di pomata capace di far scorgere al proprietario che si spalmava la crema su un occhio di poter vedere qualsiasi cosa sconosciuta all’occhio umano e anche immense catene di tesori. Babà Abdallà immediatamente si spalma la pomata su entrambi gli occhi, disobbedendo alle avvertenze del viaggiatore, divenendo così cieco e povero.
Il secondo interrogato dal califfo è Sidi-Numan. Egli a causa della moglie Amina subì un terribile sortilegio. Dopo le nozze con la fanciulla, Sidi scopre che Amina si comportava in modo strano e che a volte aveva anche delle crisi; oltre a ciò ella scompariva misteriosamente ogni notte. Deciso ad indagare, Sidi-Numan scopre che la ragazza aveva dei rapporti con i demoni e che insieme a loro dissotterrava dei cadaveri per mangiarseli. Un giorno Sidi rivela ciò alla moglie e questa inferocita lo tramuta in cane per poi scacciarlo malamente. Fortunatamente il cane trova amicizia in un fornaio che lo accudisce e scopre che quell’animale sapeva riconoscere le monete false da quelle autentiche. 

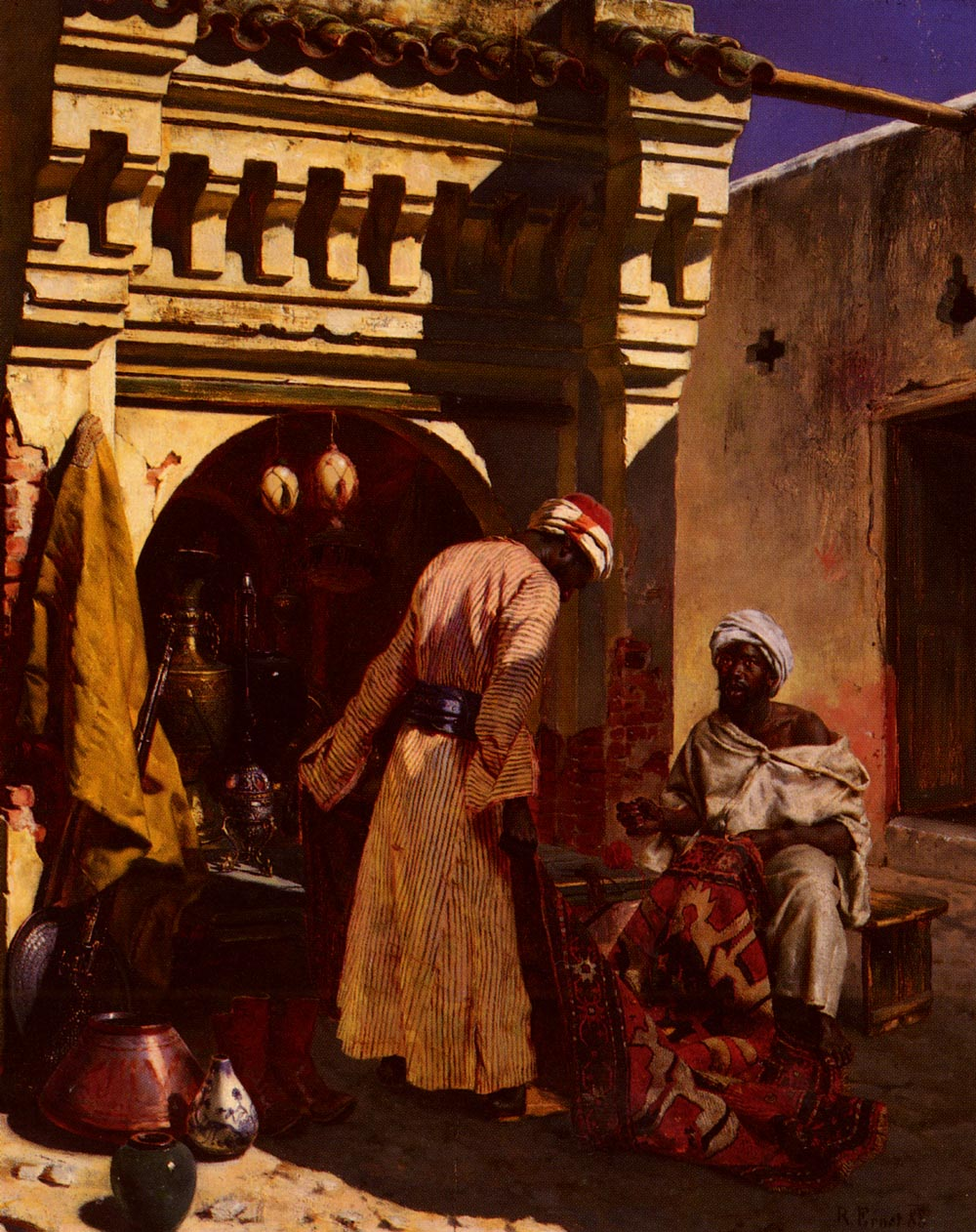
Erns Rudolf: Il rozzo mercante.

Divenuto famosissimo, il cane viene convocato assieme al padrone da una giovane di famiglia nobile. Questa ragazza, essendo anche maga, scopre che il cane è un giovane vittima di un sortilegio e lo riporta alle sue originali sembianze. Sidi-Numa, deciso a sposarsi la ragazza e a vendicarsi, si fa consigliare su come escogitare un potente incantesimo e poi si dirige verso la sua vecchia casa. Con un astuto stratagemma, Sidi-Numan sorprende la strega Amina e la tramuta in cavalla, per poi saltarle in groppa e frustarla per ogni giorno della sua vita.
L’ultimo narratore è Hassan Alhabbàl, noto per essere divenuto ricco e benestante dalla sua condizione di miserabile. Egli vendeva corde per le strade povere di Baghdad quando un giorno due ricchi amici: Saadi e Saad decisero di usarlo per la loro scommessa. Infatti tra i due nobili c’era chi sosteneva di poter diventare ricco mediante l’accumulo smisurato di denaro e l’altro che stimava di poter vivere moderatamente spendendo quel che gli bastava per vivere. Decisi a scommettere che qualcuno poteva diventare ricco o no facendo fruttare una piccola somma che Saadi e Saad avrebbero dato a un poveraccio, i due scelgono Hassan. Essi gli donano 200 soldi col promessa che pochi mesi dopo sarebbero tornati per vedere se egli sarebbe divenuto più benestante, ma ciò non accade. Infatti il povero Hassan, messosi il gruzzolo nel turbante, viene derubato da un uccellaccio che gli sfila il copricapo col becco e vola via. Perdonato dai due amici con altre 200 monete, Hassan cade di nuovo preda della sfortuna perché messa la somma in un vaso di grano, l’oggetto viene preso dalla moglie che lo vende a dei mercanti.
I due amici Saad e Saadi avvertono Hassan per l’ultima volta e gli consegnano un pezzo di piombo. Un giorno un pescatore che cercava un po’ di piombo per le sue reti, chiese ad Hassan di dargliene un po’ e questi, ormai sconsolato visto che non sapeva cosa fare con un pezzo di piombo, glielo dona tutto. Quella notte il pescatore torna in casa di Hassan con un pesce enorme e glielo regala come ricompensa. Mentre la moglie del poveraccio squartava la bestia scorge un diamante preziosissimo e lo baratta con una famiglia ebrea per 100.000 soldi. Divenuto ora un po’ più ricco di prima, Hassan diventa un piccolo imprenditore e assume del personale per tessere e vendere le sue corde. Divenuto ancora più ricco, l’uomo ormai è noto in tutta la città e si compra una nuova casa più grande e lussuosa di quella di prima dove riceverà Saadi e Saad. Un giorno passeggiando con gli uomini, Hassan nota uno strano nido e ordina al servo di prenderglielo: si tratta dal suo turbante con ancora le monete d’oro del primo prestito, e questa scoperta avverrà anche per il secondo: infatti un servo di Hassan troverà un curioso vaso in un magazzino per mostrarlo al padrone e lui riconoscerà l’oggetto con i soldi.
Risarciti Saadi e Saad e vinta questa scommessa, i due amici tornano a casa.
Finita questa storia, il califfo si complimenta con Hassan e reca un po’ di soldi agli altri due, convincendo Sidi-Numan a perdonare la cavalla ritramutandola in umana.

## 19 - Ali Cogia, il mercante di Baghdad

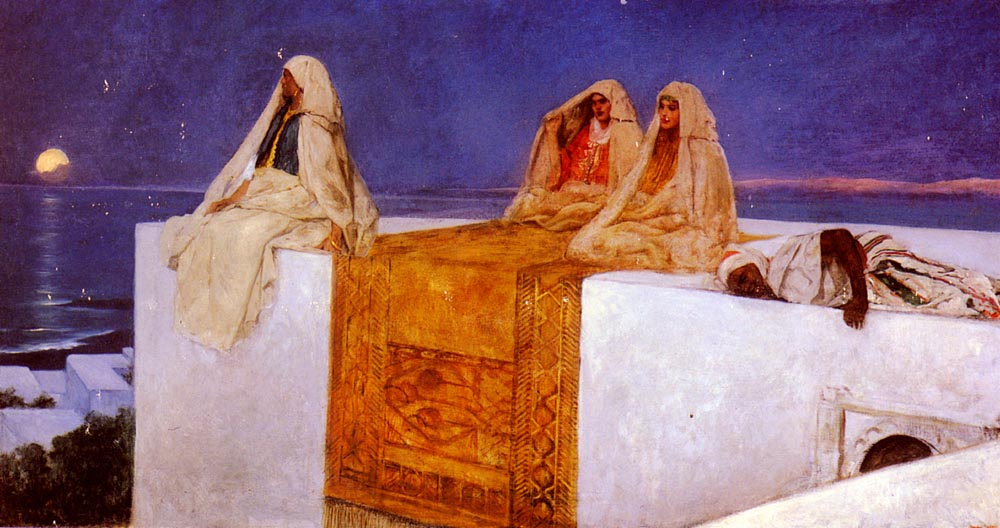
Alcune ragazze siedono a guardare il cielo stellato (dipinto per Le mille e una notte).

Presso la pittoresca città di Baghdad vive il mercante Ali Cogia; un giorno questi viene incaricato di intraprendere un lungo viaggio di penitenza alla volta dell’Egitto. Preparandosi per la partenza, Ali nasconde i suoi averi in un vaso coprendoli con delle olive, successivamente lo consegna ad un amico intimandogli di tenere al fresco le olive. Il mercante promette, ma dopo sette anni la moglie, desiderosa di olive, gli chiede di prendere il cesto di Ali. L’uomo acconsente e con sorpresa scopre che sotto le olive, ormai fradicie, vi era una grossa quantità di denaro. Subito l’uomo arraffa tutto e riempie il vaso di olive fresche che consegnerà pochi giorni dopo ad Ali, appena tornato dall’Egitto.
I mercante si riprende il vaso ma ben presto si accorge dell’imbroglio e non riesce ad avere il giusto castigo del truffatore per mancanza di prove. Così la notizia giunge fino alle orecchie del califfo Hārūn al-Rashīd il quale una notte si reca in giro per la città vestito da mercante come era solito fare. Passeggiando si ferma vicino alla finestra di una casa povera dove dei bambini stanno giocando al processo tra Ali e il mercante imbroglione. Con grande stupore il califfo apprende che il mercante aveva ingannato Ali mettendo nel vaso delle olive nuove, sebbene si fosse più volte dichiarato innocente: stabilire l’impossibilità del furto da parte dell’uomo era possibile, perché il vaso era stato in sua custodia per ben sette anni e il tempo avrebbe di certo rovinato le olive. Così il giorno dopo il califfo Harun convoca a corte il bambino prodigio il quale gli farà da testimone nel nuovo processo contro il mercante ladro che si terrà proprio nella sala. Dopo che Ali ha vinto la sua causa, il bambino viene ricompensato con una grande somma d’oro.

## 20 - Il cavallo incantato

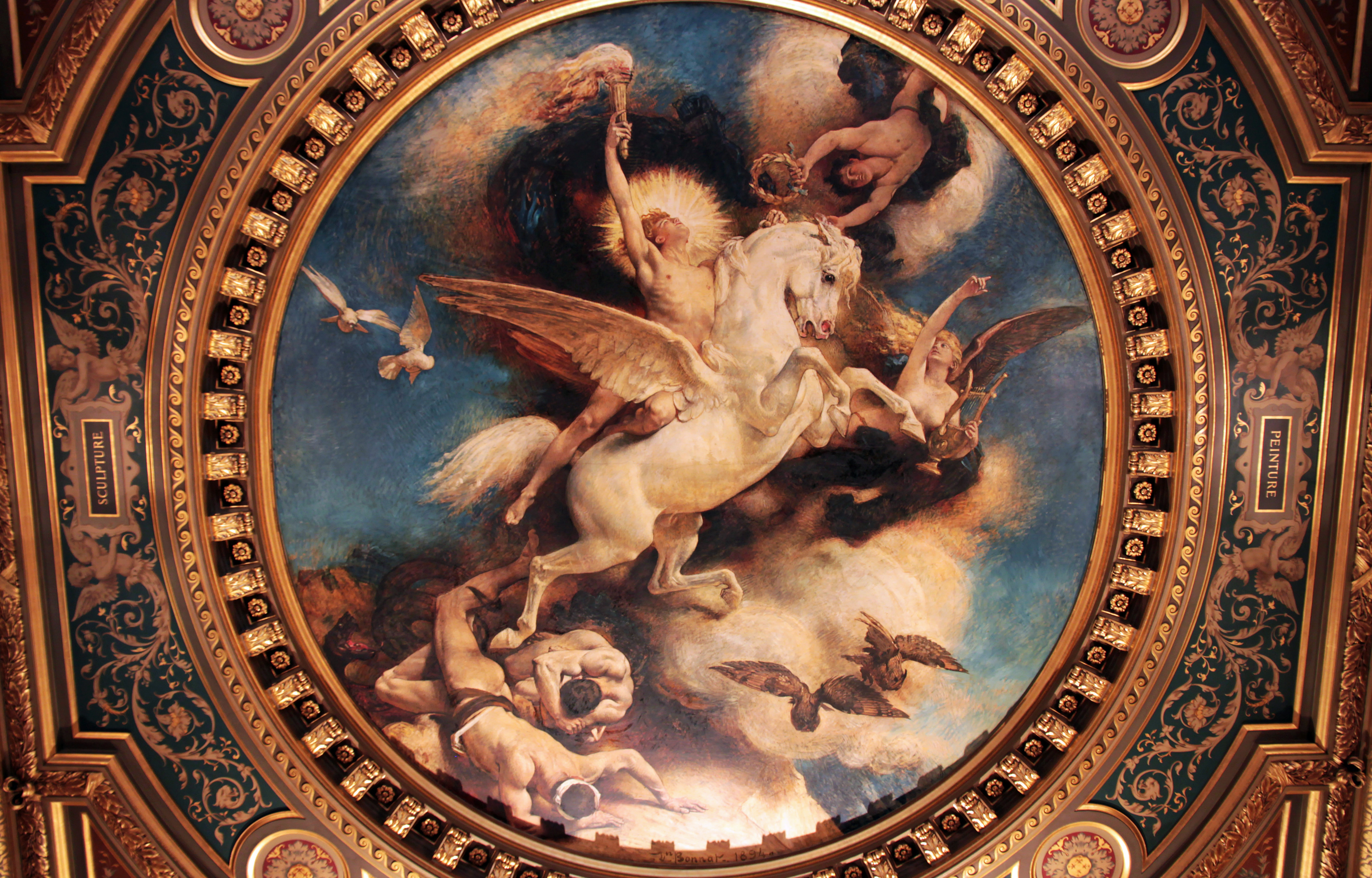
Trionfo del cavallo alato.

Nel regno della Persia viveva un importante sultano il quale organizzava ogni anno una festa sfarzosa e tanto ricca che coinvolgeva l’intero Stato. Un giorno durante la sacra celebrazione di tale solennità giunse un indiano il quale mostrò al sultano un cavallo di legno che era capace di sollevarsi e di portare il suo padrone in qualsiasi luogo egli desiderasse. Il sultano credette veramente alle parole dell’indiano quando questi si recò su una montagna e gli porse al ritorno un frutto molto particolare e ricercato. Il figlio del sultano Firuz-Shah era molto presuntuoso e volle spudoratamente salire in groppa al cavallo per vedere come funzionasse. Egli non sapeva nulla dei comandi della macchina e così girò una valvola librandosi in aria e non sapendo come scendere. Trovato il modo, Shah si trovava troppo lontano di casa, e si trovò costretto ad atterrare nel regno del Bengala in India. Il principe persiano atterrò proprio su un tetto di un nobile palazzo dove risiedeva una bellissima principessa. Egli inizialmente esitava, ma poi si introdusse nelle raffinate e profumate stanze della ragazza a cui raccontò tutta la sua travagliata storia. La principessa era di animo nobile e anziché denunciarlo ai genitori si innamorò perdutamente di lui, essendo il giovane di bell’aspetto e molto colto. Così i due nel cuore della notte iniziano a parlare delle loro vite e la principessa ad un certo punto, abbagliata dalle notizie riguardo allo splendore del regno della Persia, voleva seguire il suo innamorato, credendo che il suo regno fosse troppo povero e arretrato. I due così salgono sul cavallo che li porta in Persia. Fino a quel momento il sultano, disperato per la sorte del figlio, ritenuto ormai morto, 

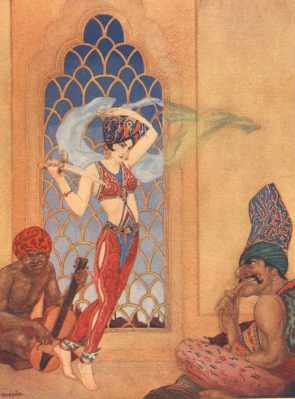
Ritratto della principessa del Bengala alla corte del sultano.

aveva fatto incarcerare l’indiano ed ora, dopo la notizia dell’arrivo del figlio con una principessa, lo scacciò malamente. L’indiano non perdonò mai tale affronto e difatti colse l’occasione per intrufolarsi di nascosto nella camera della principessa del Bengala. Infatti Firuz-Shah si era un momento assentato per discutere col padre delle sue nozze con la nobile ragazza. L’indiano si presentò al custode della principessa come un emissario del sultano venuto a prelevare la fanciulla, ingannando facilmente la sua vittima. La principessa viene così catturata dall’indiano che la porta lontano in India con il suo cavallo volante, tuttavia non la terrà a lungo con sé perché la fanciulla viene salvata dal sultano di quelle terre che fa decapitare il crudele rapitore. Successivamente il sultano progettava di sposare la principessa del Bengala, ritenendola tanto bella e splendente, ma questa non voleva proprio. Anzi, la fanciulla per evitare le nozze, si finse pazza e continuò questa recita per molte settimane. Intanto il promesso sposo Firuz-Shah, non perdendosi d’animo, si travestì da monaco e partì alla ricerca della sua amata.
In India il sultano convocava tutti i medici e gli stregoni più noti e potenti del luogo per poter curare la salute della principessa ma invano. Infatti questa continuava a manifestare la sua pazzia in maniera sempre più evidente e preoccupante, per poi smettere di sera. In quelle ore lei piangeva invocando il nome del suo sposo perduto. Dopo qualche tempo il monaco Firuz-Shah venne a sapere della storia di una certa principessa malata di mente che non poteva sposarsi con il sultano locale: si fece presentare e scoprì che la principessa proveniva dal Bengala, la sua sposa perduta. Immediatamente il principe Shah inventò delle storie per visitare la principessa e riuscì a convincere l’animo travagliato del sultano indiano che lo fece accomodare. Così i due innamorati dopo mesi si ritrovavano e si abbracciavano passionalmente. Come fuga, Shah progettò di condurre la principessa in piazza della città sopra il cavallo alato magico che il sultano dell’India aveva fatto rinchiudere nel suo tesoro personale. Sopra la bestia avrebbe messo la principessa e ai fianchi della macchina avrebbe fatto collocare due bracieri che dovevano innalzare molto fumo di incenso per una sottospecie di rito magico. Ciò avviene e i due salgono nel momenti finale del rito sopra il cavallo che si libra in volo.

## 21 - Il principe Ahmed e la fata Pari-Banu

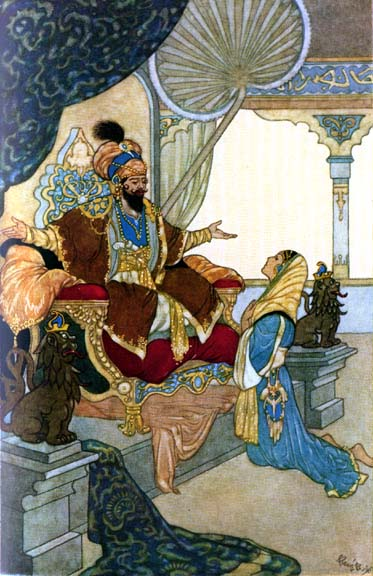
Il sultano e la principessa

Presso una città dell’India viveva un re possedeva con tre figli, Hussain, Ali, Ahmed e la nipote Nur an-Nahan. I tre fanciulli amavano molto la ragazza, ma il padre per non suscitare uno scandalo decise di affidare la mano di Nur an-Nahan ad uno dei suoi figli. Così il sovrano ordinò ai figli di partire per il suo regno con il compito di trovare, entro un anno, qualcosa di talmente inestimabile e raro da convincerlo a cedere la mano di Nur an-Nahar. Ali, Hussain e Ahmed, il più giovane, si misero in marcia, accordandosi di ritrovarsi tutti in un determinato posto dopo che hanno comperato il famoso oggetto da trovare. Il primo, Hussain, si diresse verso Bisnagar dove si trovò contatto con i più valenti mercanti del mondo e soprattutto con le stoffe più pregiate e colorate. Infatti in quel posto giungevano venditori sia dalla Cina che dalla Persia e la qualità delle loro merci era eccellente; infatti Hussain rimase molto colpito dalla bellezza dei gioielli, dei bracciali e degli anelli tempestati di ogni sorta di zaffiro, smalto o diamante.
Tuttavia il principe non si era ancora deciso, quando scorse un mercante che gli offriva l’occasione di provare a comperare un tappeto magico capace di librarsi in volo. Hussain lo provò e fu costretto ad ammettere con stupore che l’uomo non gli mentiva, così lo acquistò per portarlo come regalo al padre. Il secondo figlio, Ali, si diresse verso Shiràz dove anche lui rimase stupito dalle meraviglie di quel posto. In particolare lo colpì un palazzo che possedeva la scultura di un uomo in oro massiccio. Ma anche lui era indeciso su cosa comprare per il sovrano suo padre, quando un venditore gli porse un piccolo cilindro d’avorio, simile ad un nostro cannocchiale, che era in grado di far vedere all’osservatore qualsiasi cosa desiderata, anche se era lontana migliaia di passi. Ali volle vedere la sua amata e così fu. Il terzo e più giovane fratello, Ahmed, giunse nel centro dell’India dove incontrò un mercante che gli offriva una mela in grado di guarire i malati con una sola annusata del suo profumo. Il principe volle testare l’oggetto su un moribondo lì vicino e il malato riacquistò subito la salute.
Comperati gli oggetti per il padre, i tre principi con un po’ di tempo si ritrovarono uno dopo l’altro nel luogo stabilito dove accadde qualcosa di spiacevole. Infatti Ali vide con il cilindro la sua principessa che era gravemente ammalata, così i tre fratelli si librarono in aria con il tappeto di Hussain e grazie alla mela magica di Ahmed Nur an-Nahar fu guarita. Il padre, vedendo l’utilità di ciascun oggetto e l’audacia di tutti e tre i principi, fu costretto ad indire una nuova prova per stabilire chi dei tre fratelli dovesse avere la mano della principessa. Fu organizzata una gara con l’arco: chi tirava più lontano la freccia avrebbe vinto. Ali, Hussain e Ahmed scoccarono le saette, tuttavia Ali vinse la gara, mentre la freccia di Ahmed non veniva trovata da nessuna parte. Hussain per il dolore si fece monaco e si ritirò in un tempio, mentre Ahmed volle avventurarsi alla ricerca della freccia, convinto di aver tirato più lontano del fratello. Vagando lontano dalla sua dimora reale, Ahmed scorse la freccia, rimbalzata su una roccia e poi, avviandosi ancora, scorse una caverna con un’entrata di ferro. 

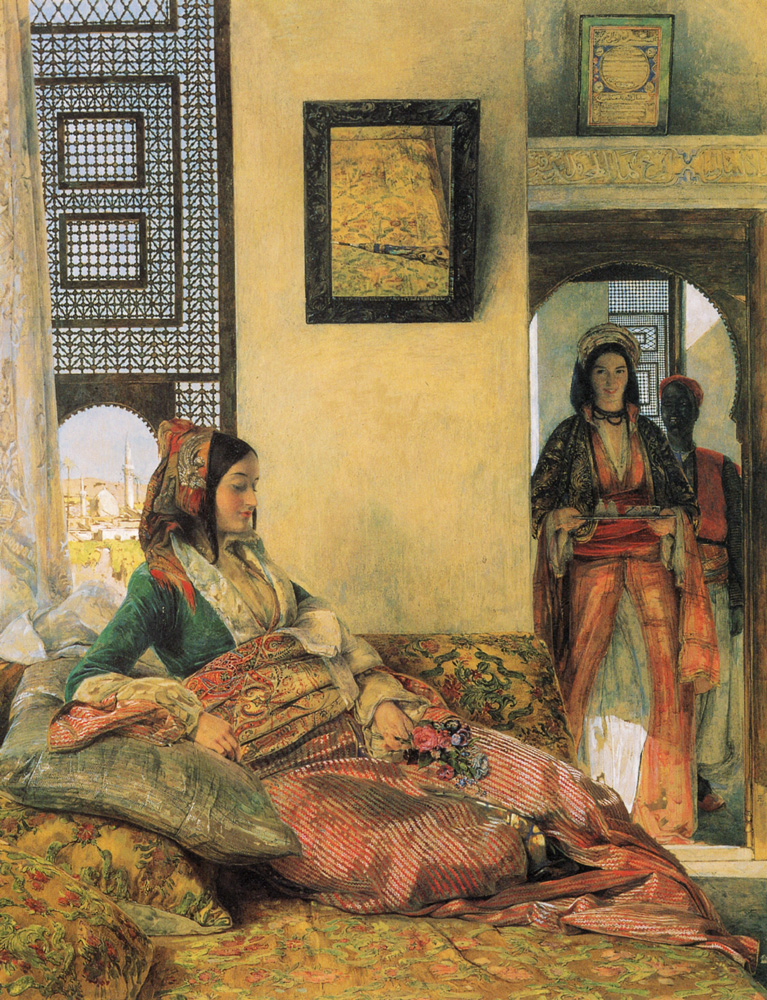
La dimora della fata Pari-Banu.

Dentro vi dimorava la fata Pari-Banu, con il suo seguito di bellissime fanciulle vergini, spiritelli e Geni la quale, vedendo al bello Ahmed, non resistette alla passione e volle sposarlo subito. I due amanti rimanevano giorni e settimane crogiolandosi nel loro rapporto presso le lussuose stanze e i variopinti saloni della dimora della fata dentro la caverna. Finché un giorno Ahmed, sentendo la mancanza del padre, non chiese alla fata di lasciarlo andare a trovarlo per pochi giorni almeno per fargli sapere che era vivo e che stava bene. Inizialmente Pari-Banu rifiutò temendo di essere tradita, ma successivamente accondiscese alla partenza di Ahmed il quale fu ricevuto coi massimi onori dal vecchio padre. Ahmed ritornava più volte nello stesso mese a far visita al sultano, tuttavia taceva il luogo dove ora viveva, per promessa fatta alla sposa Pari-Banu. Però il padre un giorno volle scoprire dove alloggiasse il figlio Ahmed e così mandò una maga spia che si finse ammalata per farsi ospitare nella caverna del principe.
Il sultano aveva ordito questo trucco nel sospetto che Ahmed volesse ucciderlo e appropriarsi del trono, e le paure del sovrano erano alimentate dai crudeli consiglieri. La maga si fece curare con un rimedio afrodisiaco e visitò tutta la casa fatata per poi tornare dal padrone a riferire. La fata Pari-Banu, inizialmente non avendo raccontato nulla allo sposo Ahmed, aveva provato qualche sospetto. E difatti il sultano, ricevuto a corte per l’ennesima volta il figlio, gli comunicò che aveva saputo dei poteri magici della sua sposa. Pertanto gli ordinò di fargli un favore: procurargli un padiglione tanto grande da poter coprire due eserciti della sua guardia reale. Il principe Ahmed, non potendo disobbedire né al padre né alla moglie, chiese a Pari-Banu questo favore che fu esaudito. La fata gli procurò un piccolo oggetto dorato che, dopo averlo messo sopra i due eserciti, divenne un padiglione dorato gigantesco. Il re rimase molto stupito da prodigio e per vedere di cos’altro fosse capace Pari-Banu, per poter arrivare così a scoprire i presunti piani rivoluzionari del figlio Ahmed, chiese al principe di recarsi nuovamente nel suo rifugio segreto dalla sposa. Infatti il sultano aveva finto un terribile malanno che lo costringeva a letto, perciò il figlio doveva chiedere alla sposa un rimedio per guarirlo.
La fata allora disse ad Ahmed di recarsi in un luogo remoto dell’India dove si stagliava un maestoso palazzo che conteneva una fontana miracolosa chiamata “Fonte dei Leoni”. Lì il principe avrebbe trovato due leoni addormentati che sarebbero stati svegliati da altri due ruggenti. Ahmed avrebbe dovuto dare loro dei pezzi di carne per poter accedere alla fonte magica; ma ciò era solo un trucco della fata perché in realtà i leoni erano docili. Infatti Pari-Banu aveva perfettamente compreso i piani del crudele padre e così facilitò l’impresa al marito per preparare il colpo finale. Infatti al che Ahmed ritornò con l’acqua miracolosa dal padre, il re gli chiese un ennesimo favore: condurre a corte un uomo alto meno di un metro e con una spranga di ferro. Questo buffo personaggio era in realtà il fratello della fata, così brutto e gobbo da fare paura a chiunque. La fata lo invocò e lo condusse con Ahmed dal sultano che ne provò subito ribrezzo e si nascose il volto, mentre il gobbo lo ingiuriava. Infine il mostriciattolo uccise sia il re che il suo seguito con la spranga magica e diede il trono ad Ahmed e Pari-Banu. Anche gli altri fratelli del nuovo sultano furono premiati: Hussain divenne il consigliere del sultano e Ali ebbe una provincia dell’India.

## 22 - La favola delle tre sorelle

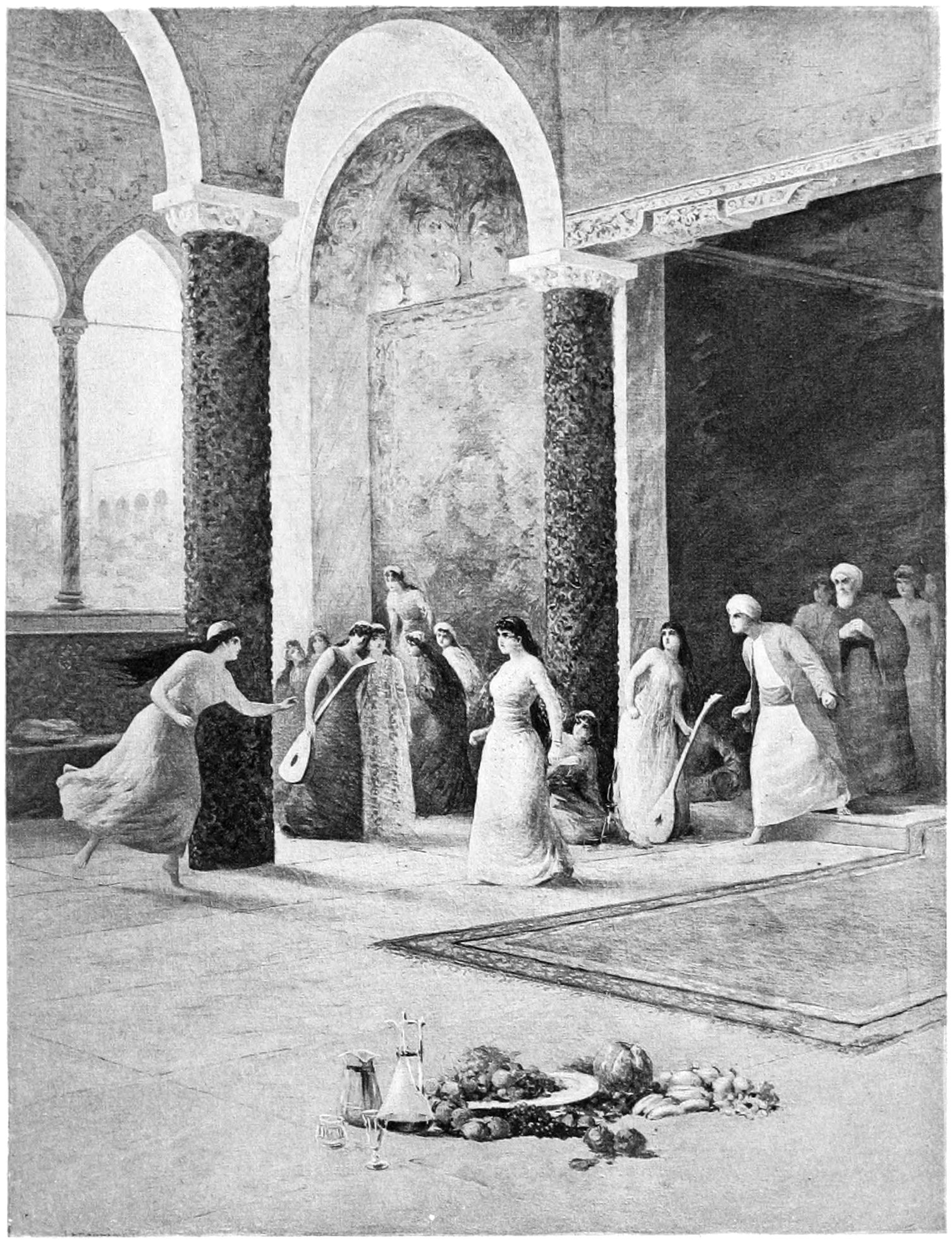
Il palazzo del sultano.

Nell’impero della Persia viveva e regnava il sultano Khoshr-Shah, il quale decise di prendere moglie poco dopo l’ascesa al trono. Camminando per la sua città di notte, vide tre sorelle in una povera casa che chiacchieravano dei loro desideri per il futuro: la più piccola espresse la voglia di sposarsi il sultano. Stupito, il giorno seguente il sovrano fece convocare tutte le sorelle, prendendo in moglie la minore e facendo maritare le altre con due suoi ufficiali. Le due sorelle si ingelosirono e vollero vendicarsi: ogni volta che la novella sultana partoriva un bambino, lo sostituivano con un essere morto, nascondevano il pargolo in una cesta e lo gettavano nel fiume. La sultana partorì in tutto due maschi e una femmina, sottrattigli dalle sorelle, e il sultano, adiratosi molto con la moglie che non gli generava un erede, la fece rinchiudere in una moschea a ricevere gli insulti e gli sputi dei passanti, sotto stretto ordine del re.

A insaputa di tutti, però, i tre principini furono intanto raccolti l'uno dopo l'altro dal giardiniere del sultano, il quale li allevò come suoi figli col massimo amore e con le migliori istruzioni, chiamando il più grande Bhambam, il secondo Perviz e la minore e più saggia Parizade. Tempo dopo il giardiniere morì ed un giorno una vecchia musulmana giunse a casa dei tre fratelli e raccontò a Parizade di tre oggetti fantastici e meravigliosi molto difficili da trovare: un uccello variopinto capace di parlare come un uomo, un albero che al posto delle foglie aveva delle bocche che cantavano melodie armoniose e dell'acqua con il colore simile all'oro. Saputolo, Bhambam decise di andare alla ricerca di tali oggetti verso Oriente, non prima di aver donato alla sorella un pugnale magico che si sarebbe macchiato di sangue se il ragazzo fosse morto.

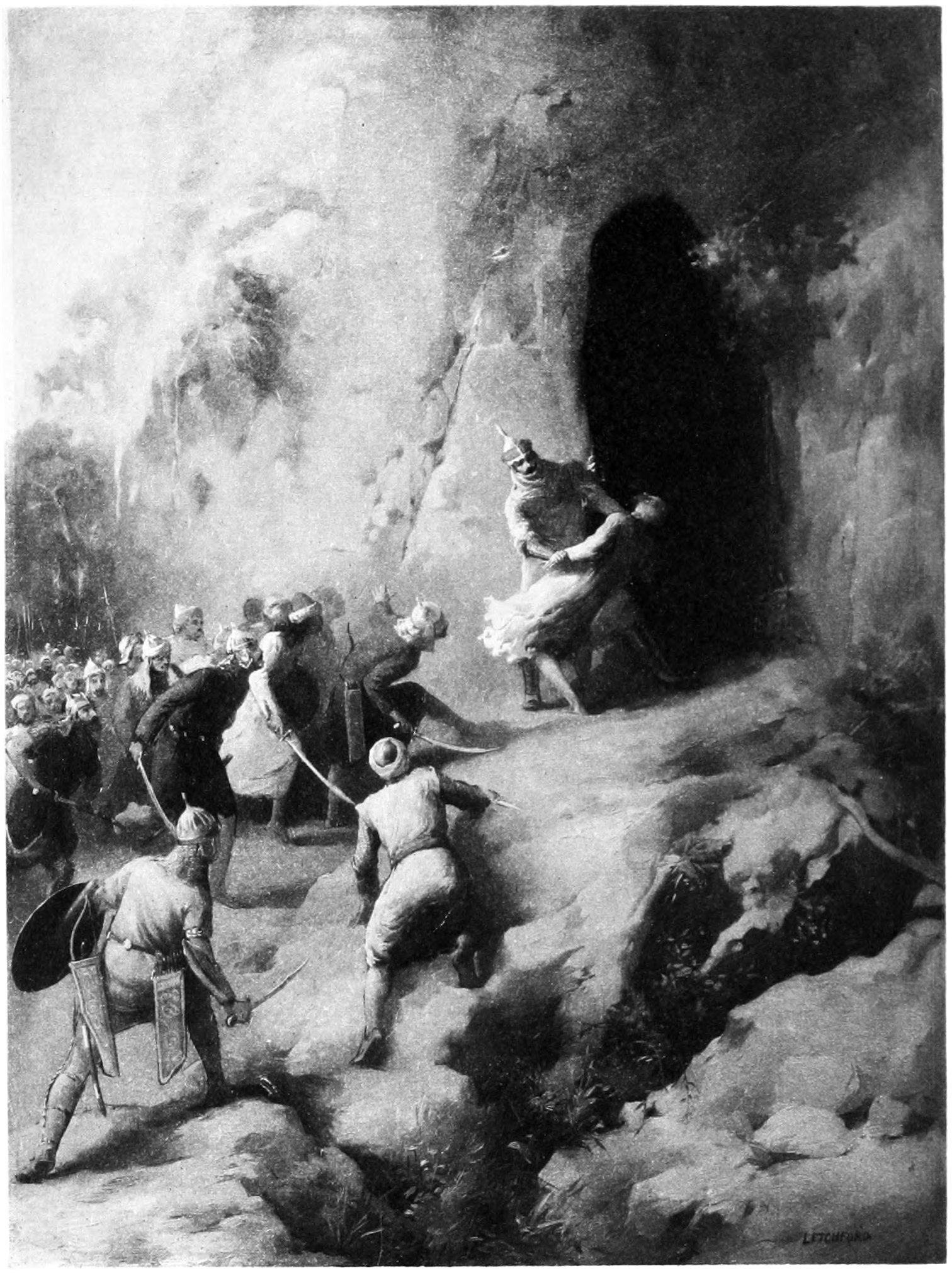
I valorosi che scalano la montagna maledetta

Il lungo viaggio portò Bhambam a un vecchio monaco, seduto sotto un albero, che il giovane ripulì dalla lordura e a cui curò la barba lunghissima. Riconoscente, il derviscio gli comunicò la strada da prendere per raggiungere le tre cose desiderate, nonché gli ostacoli là presenti. Dapprima il viaggiatore si sarebbe trovato a cavallo davanti ad una grande altura di rocce, che avrebbe dovuto scalare per arrivare all'uccello parlante ingabbiato. Tuttavia un coro di voci avrebbe cercato con insulti e minacce di impedire la sua scalata, e se il principe si fosse voltato indietro sarebbe stato tramutato in pietra assieme al cavallo, come era successo anche ad altri avventurieri, motivo per cui, inizialmente, il monaco tentò invano di convincere il giovane a non tentare l’impresa. Bhambam, come gli fu insegnato dal vecchio, si fece dare da lui una palla magica che gettò a terra e che inseguì fino al luogo desiderato, si recò sull'altura e appena iniziò la scalata le voci minacciose furono così forti che egli si spaventò e cadde, e nella caduta si voltò indietro e si tramutò in sasso.
Parizade si accorse della morte del fratello vedendo il pugnale lordo di sangue, e così mandò anche il fratello Perviz alla ricerca dell’uccello parlante e degli altri due oggetti, e questa volta Parizade si sarebbe accorta dell’esito del viaggio del secondo fratello usando delle perle incantate. Purtroppo, però, anche Perviz fallì nell'impresa, voltandosi indietro quando sentì il primo insulto, e morì trasformato in roccia. Perizade decise di andare personalmente alla ricerca degli oggetti da lei desiderati, e, compiendo tutto ciò che le ordinò di fare il vecchio monaco, come con gli altri fratelli, giunse all'altura. Stavolta, però, rise degli insulti, arrivò fino in cima e liberò l'uccello parlante, il quale si dichiarò suo servo; la principessa gli ordinò di farsi indicare dove fossero gli altri oggetti magici, ossia l'albero parlante e l'acqua giallo oro, oltre che a far ridiventare umani tutte le pietre sotto l'altura. L'uccello magico fece tutto ciò che le aveva chiesto la buona Parizade e se ne tornò a casa con i doni.
Giorni dopo, Bahmbam e Perviz e si recarono a caccia e si imbatterono nel vecchio sultano Khoshr-Shah, il quale, pur non riconoscendo i suoi figli, fu incuriosito dalla virtù, dalla bontà e dall'audacia dei due giovani, e decise di invitarli a palazzo. I due principi trascorsero le più belle giornate della loro vita nella reggia del sultano, che udendo la storia della loro tramutazione in pietra, volle conoscere anche la loro saggia sorella. Intanto Parizade, sotto consiglio dell’astuto uccello parlante, infilò delle perle in un cocomero; Bahmbam e Perviz, dopo essersi scordati due volte di invitare a palazzo con loro la sorella, lo fecero la terza volta e questa conobbe per la prima volta il benevolo sultano.
L'uomo, riconoscendo nella fanciulla una sgargiante bellezza e onestà, volle andare a visitare la sua casa, e il giorno seguente Khoshr-Shah giunse con il suo corteo nella modesta abitazione dei tre fratelli, dove egli si stupì molto alla vista del bellissimo orto, della melodiosa armonia dell'albero cantante, dell'acqua color oro nello stagno e specialmente dell’uccello parlante che accolse benevolmente il sovrano. Sedutisi i presenti a mangiare, Parizade, come da programma, servì al padre il cocomero con le perle: il sultano chiese perché farlo, essendo impossibile mangiare le perle, e l’uccello gli disse che era altrettanto incredibile che ogni volta la moglie avesse generato un essere morto. Il sultano comprese tutto l'accaduto, abbracciò i suoi tre figli commosso, liberò dalla sua sventura la povera sultana e mandò a morte le cognate impostore.